# La Ville-aux-Dames
Vous lisez un « bon article » labellisé en 2016.
La Ville-aux-Dames (prononcé /la vilo dam/) est une commune française du département d'Indre-et-Loire en région Centre-Val de Loire. Peuplée par 5 175 habitants en 2022 et située entre la Loire et le Cher, La Ville-aux-Dames appartient aujourd'hui à l'agglomération tourangelle.
Probablement occupée depuis le Bronze final, La Ville-aux-Dames apparaît pour la première fois dans les sources au Xe siècle, sous le nom de Villa Dominarum. À cette époque, elle forme un fief dépendant d'Hildegarde, supérieure de l'abbaye de Saint-Loup, située sur le territoire de l'actuelle Saint-Pierre-des-Corps. Au XIe siècle, les habitants de la commune se dotent d'une chapelle de style roman, transformée au XVe siècle en église paroissiale. À la Renaissance, La Ville-aux-Dames est le théâtre de combats qui opposent catholiques et huguenots, avant d'accueillir, entre 1631 et 1684, un temple protestant, finalement détruit sur l'intervention du chanoine tourangeau Joseph Sain. À la Révolution, le curé de la commune, Jean Cartier, est élu député du clergé aux États généraux. Peu de temps après, La Ville-aux-Dames est rebaptisée temporairement Les Sables par les autorités révolutionnaires.
Au XIXe siècle, la commune est transformée en profondeur par l'arrivée du chemin de fer (1845) et par une série de crues (1846, 1856 et 1866), qui inondent son territoire et y déposent de grandes quantités d'alluvions. L'agriculture est alors profondément bouleversée et doit se réorienter. L'élevage bovin se développe et les habitants de la commune reçoivent le sobriquet de « Caillons », du nom du fromage qu'ils fabriquent et vendent à Tours. Le début du XXe siècle voit La Ville-aux-Dames se développer : en 1906, elle se dote du téléphone et, en 1924 de l'électricité. Pendant la Seconde Guerre mondiale, la commune se situe en zone occupée et, à partir de 1943, l'abbé Jérôme Besnard y organise un réseau de résistance. Après-guerre, La Ville-aux-Dames connaît une forte croissance démographique et perd peu à peu son caractère rural. À partir de 1947, plusieurs clubs de sport voient le jour dans la commune. Surtout, dans les années 1970 et 1980, de grandes infrastructures s'y développent : centre commercial (1973), piscine municipale (1974), école maternelle (1975), bibliothèque municipale (1986) puis centre socio-culturel (1989).
Au fil des années, l'agriculture décline et l'élevage disparaît tandis que l'emploi se diversifie avec l'arrivée d'usines (Faiveley Transport) et d'enseignes de la grande distribution (E.Leclerc, Bricomarché, etc.). Parallèlement, le tourisme se développe grâce à l'aménagement de l'île de la Métairie, de la mise en place de La Loire à vélo et de l'inscription du Val de Loire au patrimoine mondial de l'UNESCO en 2000. Pourtant, La Ville-aux-Dames est aussi soumise à de nombreux risques naturels (inondations, etc.) et technologiques (sites Seveso, transport de matières dangereuses, etc.) qui compliquent sa croissance.

## Géographie

### Localisation et communes limitrophes
La commune se situe à 6,1 km à l'est de Tours, dans le département d'Indre-et-Loire, en région Centre-Val de Loire.
| - OpenStreetMap Limite communale |

Depuis 1984, La Ville-aux-Dames est rattachée au canton de Montlouis-sur-Loire. Auparavant, elle a appartenu au canton de Saint-Pierre-des-Corps (1973-1982) et à celui de Saint-Avertin (1982-1984).
Intégrée à l'aire urbaine de la préfecture d'Indre-et-Loire, la commune fait également partie du bassin de vie et de la zone d'emploi de celle-ci.
|                        | Rochecorbon, Vouvray |                     |
| Saint-Pierre-des-Corps | La Ville-aux-Dames   | Montlouis-sur-Loire |
| Saint-Avertin          | Larçay               | Véretz              |

### Géologie et relief
La superficie de La Ville-aux-Dames est de 800 hectares (au 1er janvier 2015), ce qui est beaucoup moins que l'aire moyenne d'une commune en France métropolitaine (1 490 hectares).
L'ensemble du territoire communal est recouvert d'alluvions récentes déposées dans l'interfluve de la Loire et du Cher, plus sableuses au nord et plus limoneuses au sud. D'une épaisseur de plusieurs mètres, parsemées de montilles résultat de dépôts encore plus récents, elles recouvrent les calcaires sénonien et turonien ainsi que les marnes sableuses du Cénomanien.

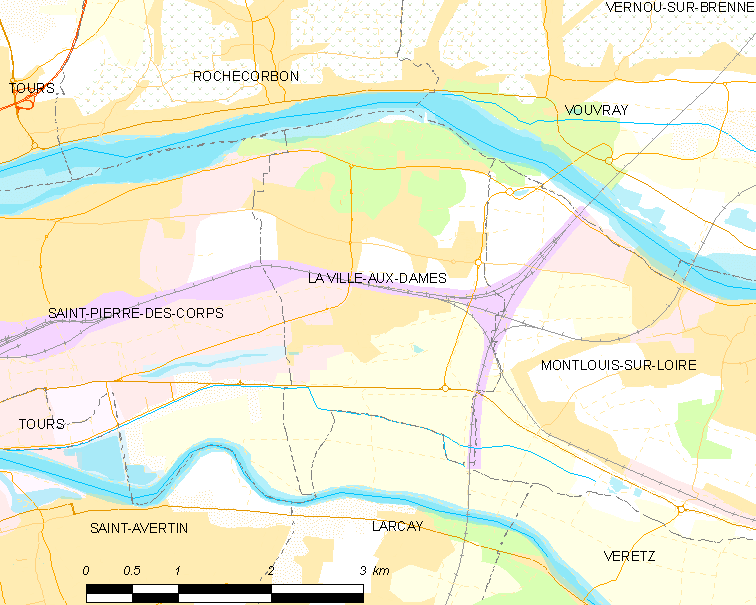
Carte de La Ville-aux-Dames.

La varenne sableuse qui constitue le territoire communal se développe à une altitude comprise entre 46 et 52 m. Les points les plus bas se trouvent au sud, près du Cher, alors que les « points culminants » sont les sommets de plusieurs montilles alluvionnaires qui ont accueilli les premiers noyaux urbains. Le niveau moyen de la plaine est de 49 m alors que le niveau de la Loire moyen est de 50 m, ce qui a imposé la construction de digues de protection vis-à-vis des crues. Le nord du territoire communal (hameau de La Carte) est même une ancienne île.

### Hydrographie
La commune de La Ville-aux-Dames est bordée sur 2,3 km par la Loire, au nord, et par le Filet (affluent droit du Cher), au sud. Le territoire du Bois-de-Plantes (à l'extrême sud de la commune) touche par ailleurs le Cher, au niveau de la cote 49 m.
Depuis 1993, la commune possède également un plan d'eau artificiel important, l'étang Alain-Robineau, qui est géré par l'association La Gaule caillonaise.
Une zone humide a été répertoriée sur la commune par la direction départementale des territoires (DDT) et le conseil départemental d'Indre-et-Loire : « la vallée de la Loire de Mosnes à Candes-Saint-Martin »,.

### Paysages naturels
La Ville-aux-Dames appartient au pays des Varennes tourangelles, qui formait originellement un vaste espace boisé, comme l'attestent des toponymes comme Bois-de-Plantes ou Bois-Neuf. Les défrichements successifs opérés sur le territoire communal n'ont cependant épargné que les forêts alluviales (bois de La Pointe-à-Cornu, prolongé par les bois de La Bouillardière) situées au nord de La Ville-aux-Dames, de part et d'autre de la Levée de la Loire, vers le lieu-dit de La Carte,.
Le lit mineur de la Loire est le domaine des saules, des peupliers noirs et des chénopodes. On y trouve également le thé du Mexique, le datura ou le bident tripartite et à fruits noirs mais aussi l'orpin, la limoselle aquatique, le perce-neige, le millepertuis, la chélidoine ou les euphorbes. Parmi ces espèces, certaines sont des plantes tropicales, apportées par les bateaux de commerce à l'époque où la Loire était encore navigable.

Végétation caractéristique du nord de la commune.
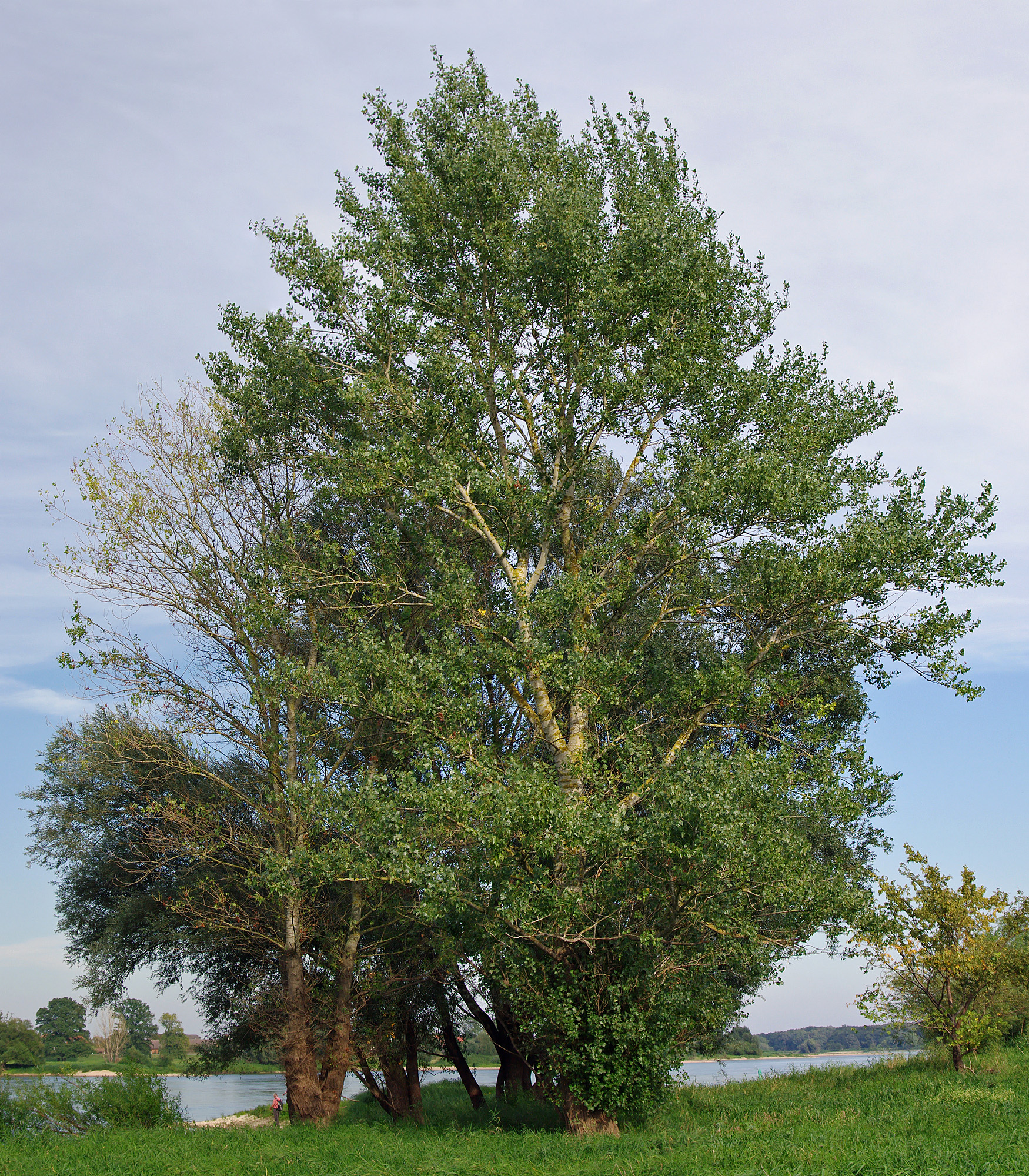
Peuplier noir.
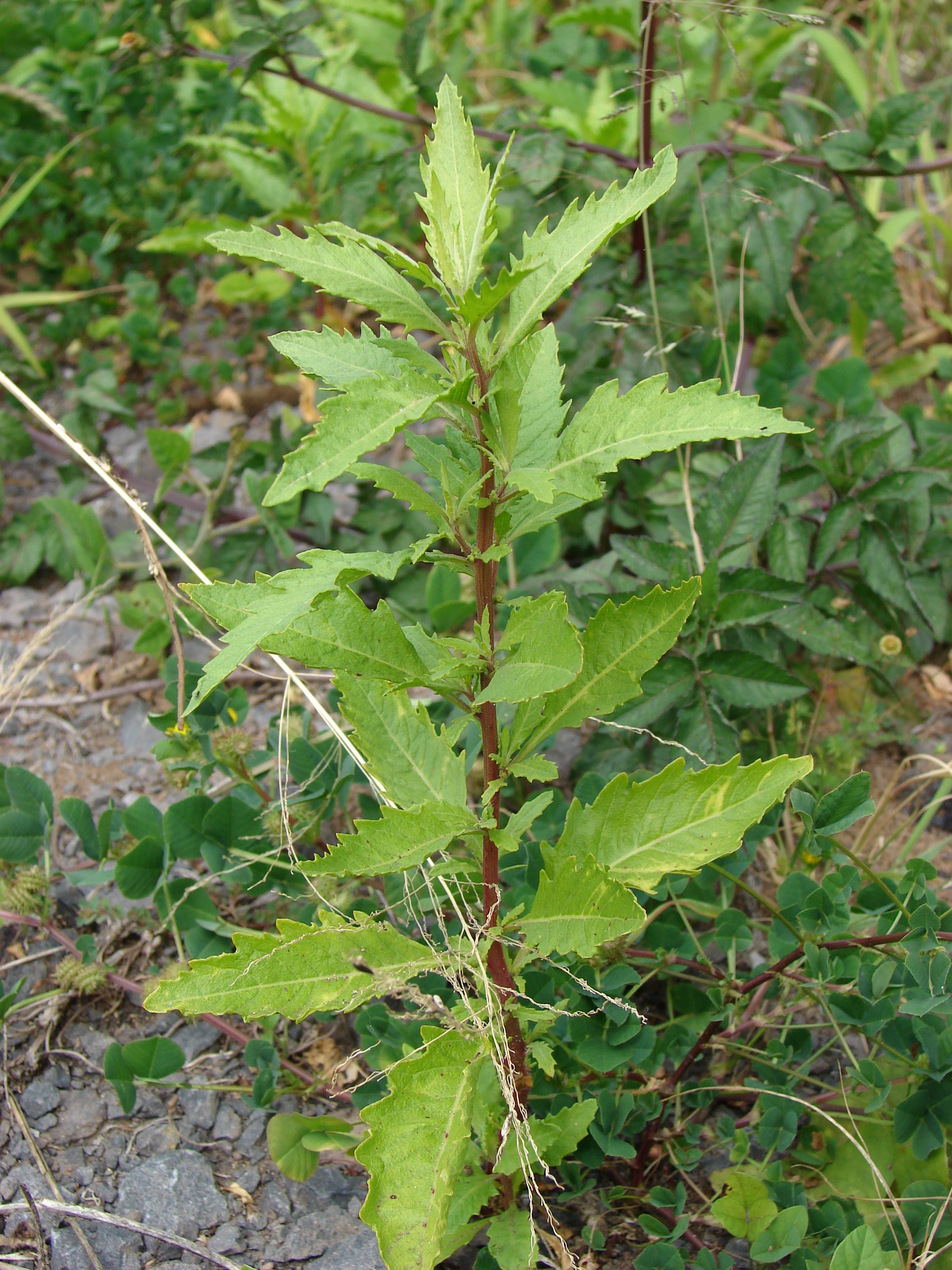
Thé du Mexique.
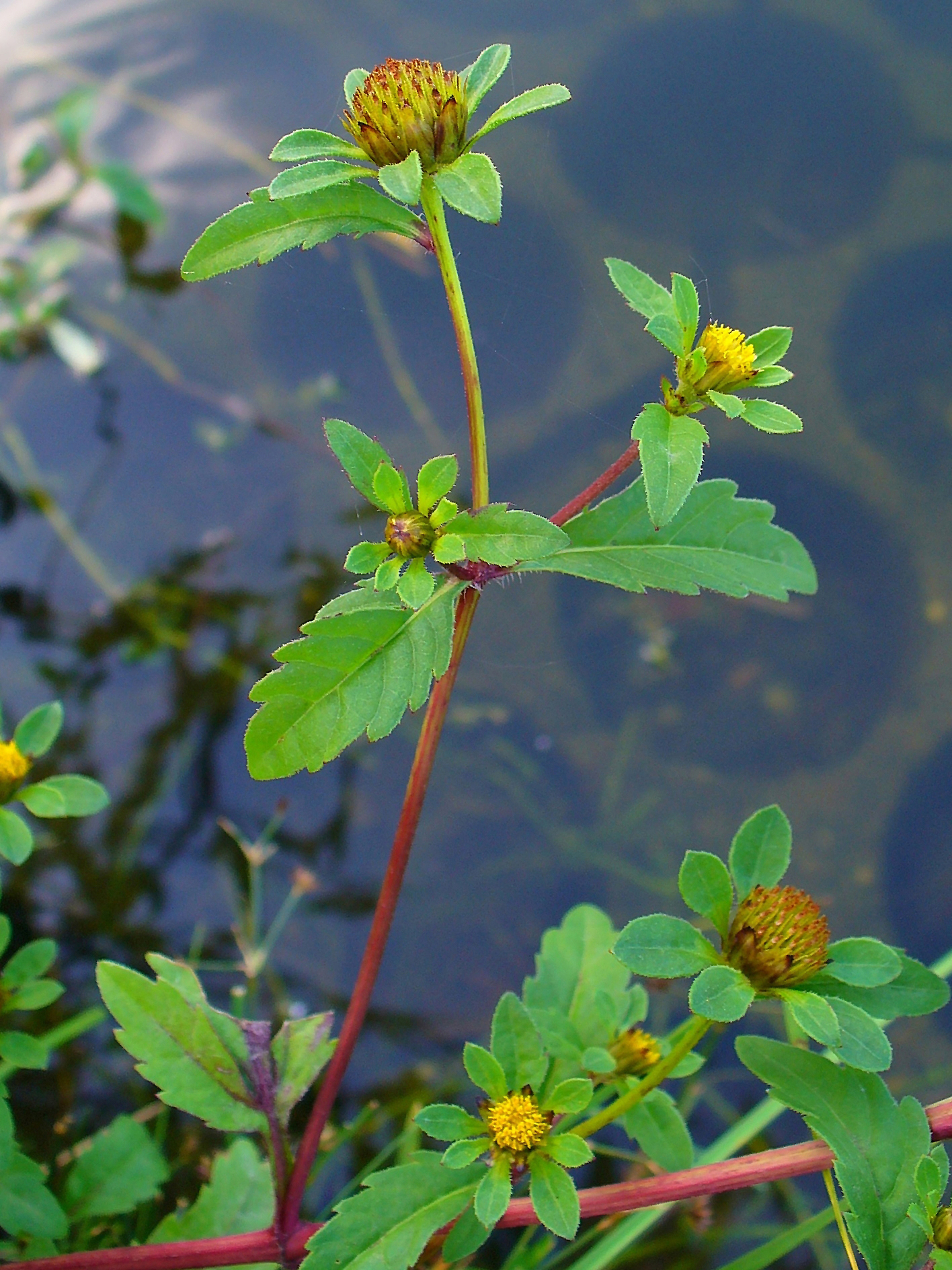
Bident tripartite.
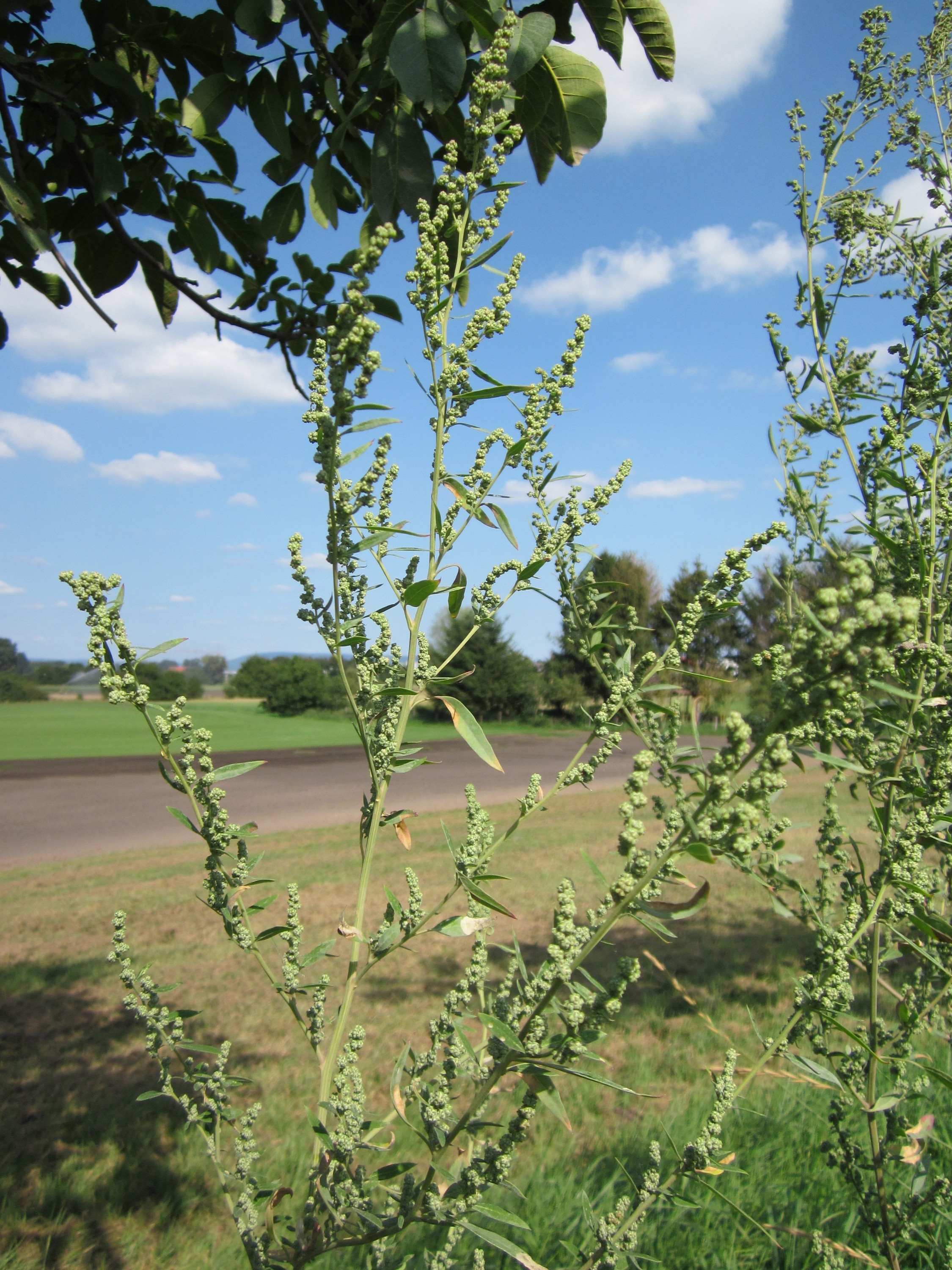
Chénopode blanc.
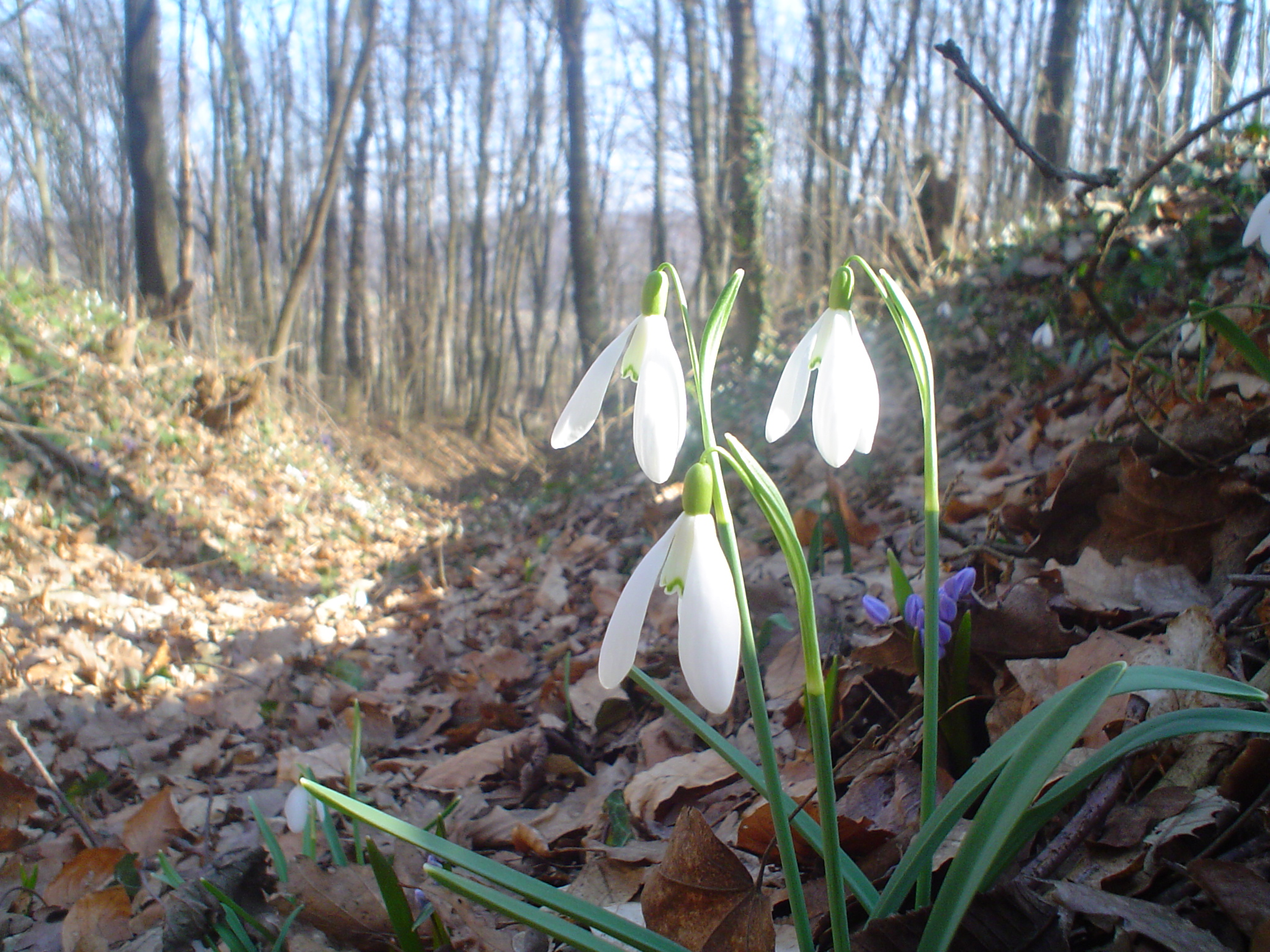
Perce-neige.
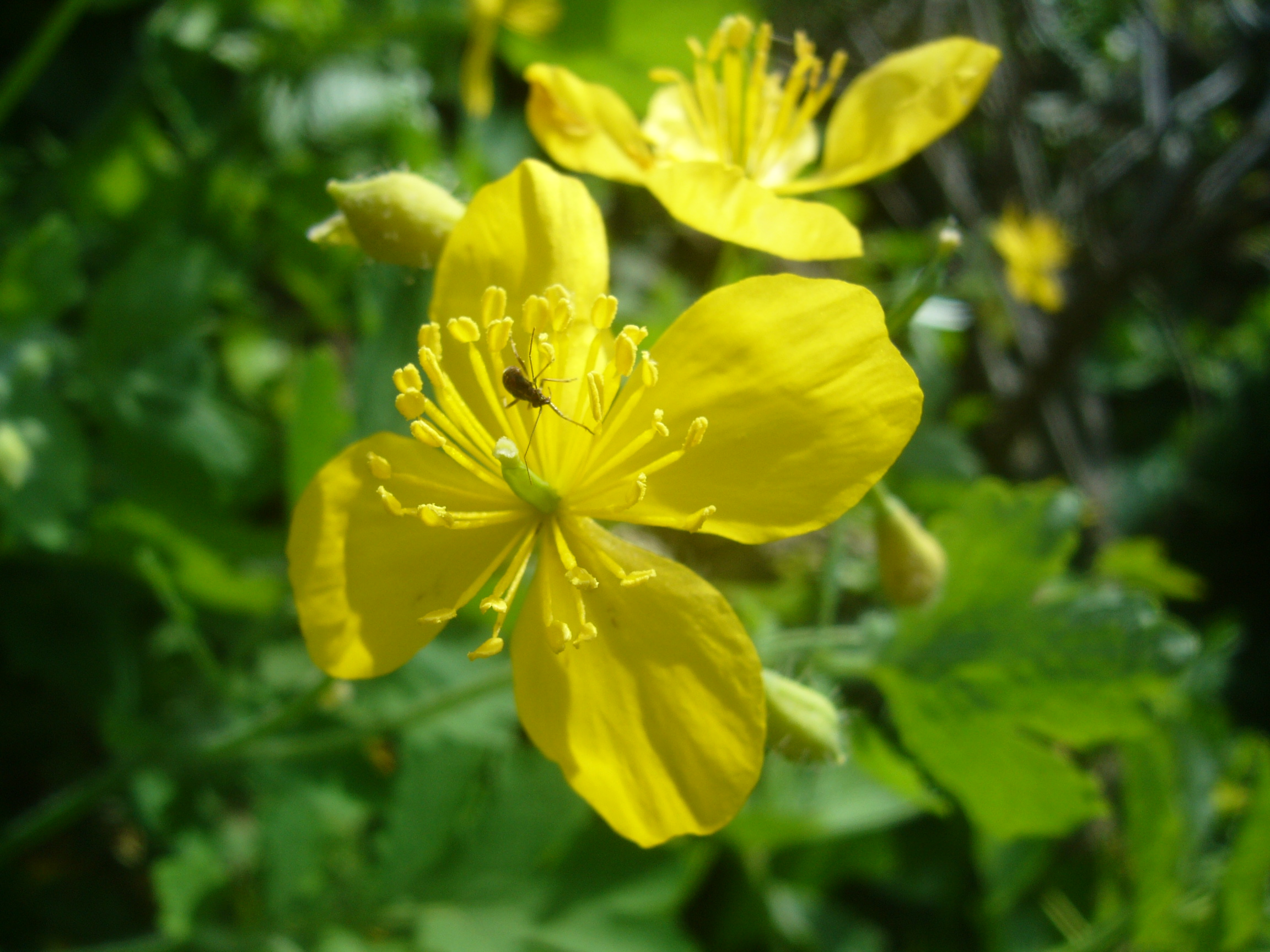
Chélidoine.

### Climat
Pour des articles plus généraux, voir Climat du Centre-Val de Loire et Climat d'Indre-et-Loire.
En 2010, le climat de la commune est de type climat océanique dégradé des plaines du Centre et du Nord, selon une étude du CNRS s'appuyant sur une série de données couvrant la période 1971-2000. En 2020, Météo-France publie une typologie des climats de la France métropolitaine dans laquelle la commune est exposée à un climat océanique altéré et est dans la région climatique Moyenne vallée de la Loire, caractérisée par une bonne insolation (1 850 h/an) et un été peu pluvieux.
Pour la période 1971-2000, la température annuelle moyenne est de 11,5 °C, avec une amplitude thermique annuelle de 14,8 °C. Le cumul annuel moyen de précipitations est de 649 mm, avec 10,5 jours de précipitations en janvier et 6,5 jours en juillet. Pour la période 1991-2020, la température moyenne annuelle observée sur la station météorologique de Météo-France la plus proche, « Tours - Parcay-Meslay », sur la commune de Parçay-Meslay à 5 km à vol d'oiseau, est de 12,2 °C et le cumul annuel moyen de précipitations est de 677,8 mm,. Pour l'avenir, les paramètres climatiques de la commune estimés pour 2050 selon différents scénarios d'émission de gaz à effet de serre sont consultables sur un site dédié publié par Météo-France en novembre 2022.
| Mois                                  | jan.             | fév.             | mars           | avril           | mai             | juin           | jui.           | août           | sep.           | oct.            | nov.            | déc.             | année      |
| ------------------------------------- | ---------------- | ---------------- | -------------- | --------------- | --------------- | -------------- | -------------- | -------------- | -------------- | --------------- | --------------- | ---------------- | ---------- |
| Température minimale moyenne (°C)     | 2,5              | 2,3              | 4,3            | 6               | 9,4             | 12,6           | 14,4           | 14,3           | 11,4           | 9               | 5,3             | 2,9              | 7,9        |
| Température moyenne (°C)              | 5,1              | 5,6              | 8,6            | 11              | 14,5            | 18             | 20,2           | 20,2           | 16,8           | 13              | 8,3             | 5,5              | 12,2       |
| Température maximale moyenne (°C)     | 7,7              | 9                | 12,9           | 16              | 19,6            | 23,4           | 25,9           | 26             | 22,1           | 17              | 11,4            | 8,1              | 16,6       |
| Record de froid (°C) date du record   | −17,4 17.01.1987 | −14,2 04.02.1963 | −10,3 01.03.05 | −3,4 21.04.1991 | −0,6 08.05.1974 | 2,6 05.06.1969 | 4,3 05.07.1965 | 4,8 30.08.1986 | 0,9 11.09.1972 | −2,3 29.10.1997 | −7,1 24.11.1998 | −18,5 29.12.1964 | −18,5 1964 |
| Record de chaleur (°C) date du record | 16,9 15.01.1975  | 22,1 27.02.19    | 25,3 31.03.21  | 29,2 30.04.05   | 31,8 27.05.05   | 39,1 18.06.22  | 40,8 25.07.19  | 39,8 10.08.03  | 35,5 09.09.23  | 31,1 02.10.23   | 22,3 07.11.15   | 18,5 07.12.00    | 40,8 2019  |
| Ensoleillement (h)                    | 684              | 952              | 1 488          | 1 873           | 2 142           | 2 285          | 2 471          | 2 377          | 1 913          | 1 229           | 789             | 646              | 18 848     |
| Précipitations (mm)                   | 63               | 52,4             | 48,7           | 53              | 57,7            | 53,2           | 46,6           | 44             | 51,8           | 66              | 69,3            | 72,1             | 677,8      |

### Voies de communication et transport

#### Infrastructure routière
Dans la partie nord de La Ville-aux-Dames, la route départementale D 751 longe la Loire et permet de relier Tours à Orléans, en passant par Amboise et Blois. Dans la partie sud de la commune, la D 140 suit à peu près le cours du Cher. Venant de Tours, elle se dirige, à l'est, vers Montlouis-sur-Loire, puis Saint-Martin-le-Beau et La Croix-en-Touraine. Enfin, à l'est de La Ville-aux-Dames, la D 142 permet de relier les deux routes précédentes, et continue au nord jusqu'à la D 952.

#### Transports en commun
La Ville-aux-Dames est desservie par la ligne 50 de la compagnie Fil bleu, réseau de transport public de l'agglomération tourangelle. Cette ligne, qui relie la commune à Luynes en passant par Saint-Pierre-des-Corps, Tours et Fondettes, dessert La Ville-aux-Dames toutes les 5 à 40 minutes en semaine, toutes les 30 à 45 minutes le samedi et toutes les 65 à 75 minutes le dimanche, mais uniquement en journée.
La commune est également desservie par la ligne C de la compagnie Fil vert, réseau de transport interurbain du département d'Indre-et-Loire. Cette ligne, qui relie Montrichard à Tours en passant notamment par Amboise, dessert La Ville-aux-Dames une vingtaine de fois par jour dans les deux sens en période scolaire.
Bien que traversée par la voie ferrée Paris-Bordeaux, la commune de La Ville-aux-Dames ne possède plus de gare. Les Gynépolitains qui désirent prendre le train peuvent toutefois se rendre à la gare de Saint-Pierre-des-Corps (à 3,25 kilomètres de distance)[réf. nécessaire], qui est desservie par le TGV et des trains Intercités, Interloire et TER Centre-Val de Loire.
Pour prendre l'avion, les Gynépolitains peuvent facilement se rendre par la route à l'aéroport de Tours Val de Loire, desservi plusieurs fois par semaine par des vols moyen courrier de la compagnie Ryanair.

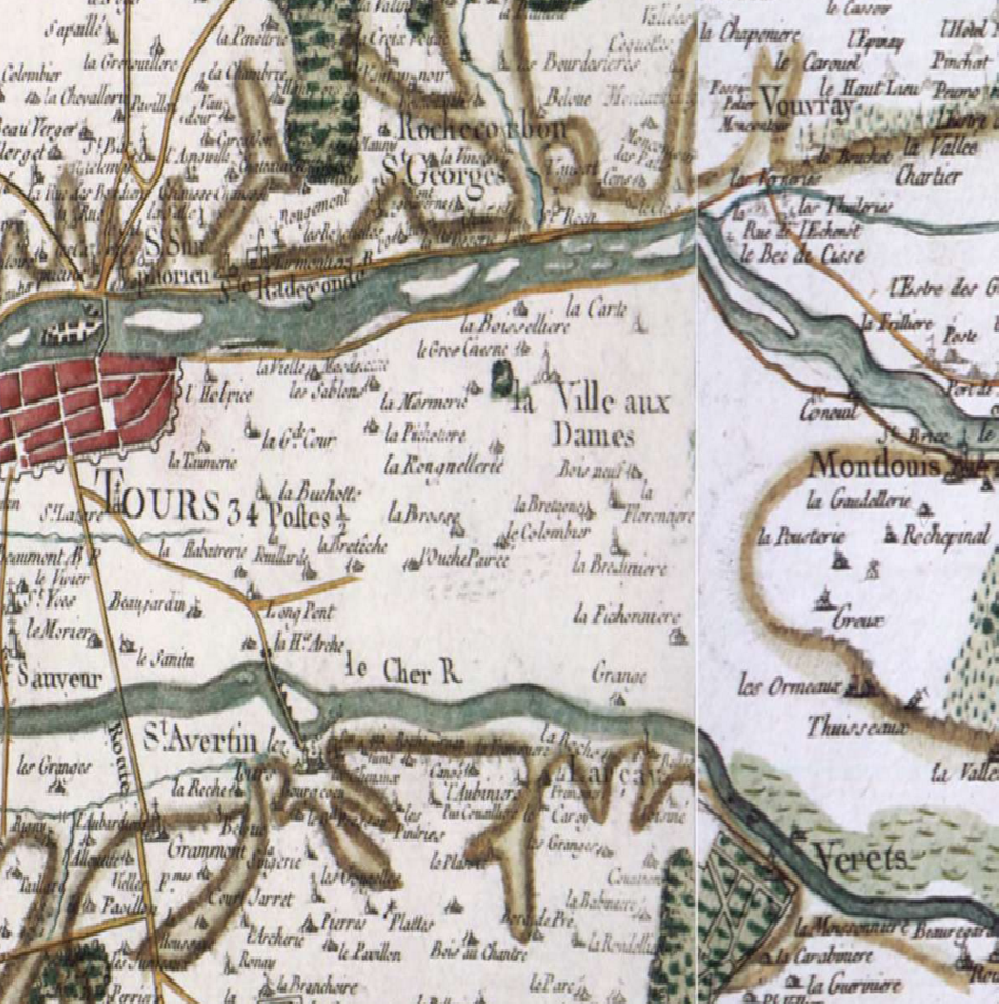
Cartes de Cassini représentant la région de La Ville-aux-Dames au XVIIIe siècle.

## Urbanisme

### Typologie
Au 1er janvier 2024, La Ville-aux-Dames est catégorisée ceinture urbaine, selon la nouvelle grille communale de densité à sept niveaux définie par l'Insee en 2022.
Elle appartient à l'unité urbaine de Tours, une agglomération intra-départementale regroupant 38  communes, dont elle est une commune de la banlieue,,. Par ailleurs la commune fait partie de l'aire d'attraction de Tours, dont elle est une commune de la couronne,. Cette aire, qui regroupe 162 communes, est catégorisée dans les aires de 200 000 à moins de 700 000 habitants,.

### Occupation des sols

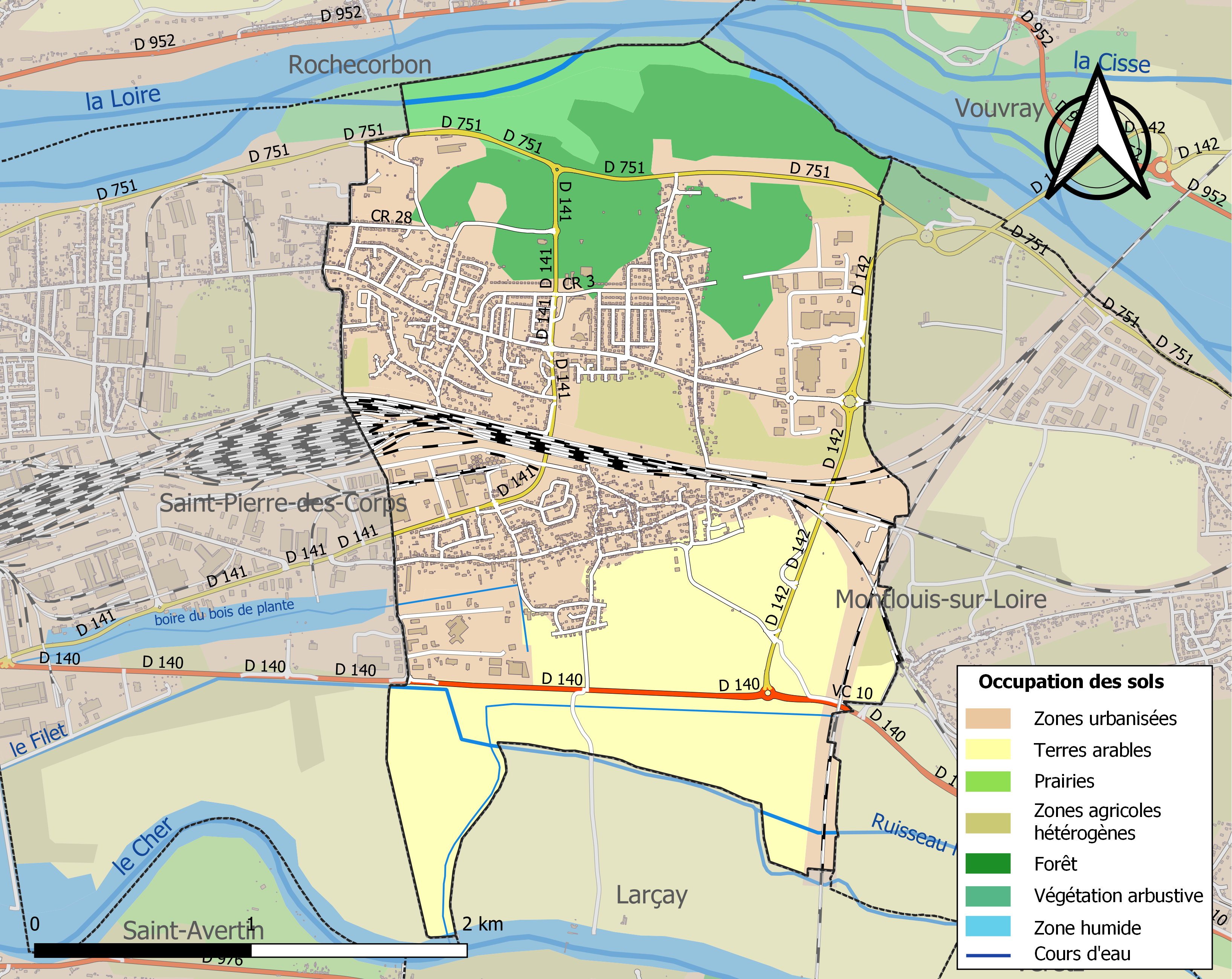
Carte des infrastructures et de l'occupation des sols de la commune en 2018 (CLC).

L'occupation des sols de la commune, telle qu'elle ressort de la base de données européenne d’occupation biophysique des sols Corine Land Cover (CLC), est marquée par l'importance des territoires artificialisés (48,1 % en 2018), en augmentation par rapport à 1990 (38,1 %). La répartition détaillée en 2018 est la suivante : 
zones urbanisées (31,6 %), terres arables (25,4 %), zones industrielles ou commerciales et réseaux de communication (16,4 %), forêts (14,8 %), zones agricoles hétérogènes (5,9 %), milieux à végétation arbustive et/ou herbacée (4,8 %), eaux continentales (1,1 %).
L'IGN met par ailleurs à disposition un outil en ligne permettant de comparer l’évolution dans le temps de l’occupation des sols de la commune (ou de territoires à des échelles différentes). Plusieurs époques sont accessibles sous forme de cartes ou photos aériennes : la carte de Cassini (XVIIIe siècle), la carte d'état-major (1820-1866) et la période actuelle (1950 à aujourd'hui).

### Morphologie urbaine
La clairière de La Carte, située au carrefour de chemins gallo-romains, est certainement la partie la plus anciennement occupée de La Ville-aux-Dames. Cependant, au Moyen Âge, quelques buttes insubmersibles fixent l'habitat dans le Bourg, autour de l'église Notre-Dame, mais surtout dans le Grand-Village, au niveau de la Butte de la Bonne-Dame. De fait, pendant longtemps, le Bourg ne rassemble qu'une partie de l'habitat, l'essentiel se trouvant au Grand-Village, à 1,2 km au sud-est de l'église.
La deuxième moitié du XXe siècle voit la commune se doter de nombreux lotissements et d'immeubles en appartements locatifs, à mesure que s'accroît l'influence de la métropole tourangelle.

### Logement
Le tableau ci-dessous présente une comparaison de quelques indicateurs chiffrés du logement pour La Ville aux Dames et l'ensemble de l'Indre-et-Loire en 2012, :
|                                                        | La Ville-aux-Dames | Indre-et-Loire |
| ------------------------------------------------------ | ------------------ | -------------- |
| Part des résidences principales (en %)                 | 96,1               | 88,2           |
| Part des logements vacants (en %)                      | 2,1                | 7,4            |
| Part des ménages propriétaires de leur logement (en %) | 74,1               | 58,9           |

Le parc immobilier gynépolitain est très largement composé de résidences principales, dont les occupants sont très majoritairement propriétaires. Parallèlement, le taux de résidences secondaires est extrêmement faible (1,8 %) et peu de logements sont vacants (2,1 %).
Entre 1991 et 2009, 694 résidences principales ont été construites (472 maisons individuelles et 202 appartements), représentant 33,3 % du parc dont la moyenne d'âge est relativement faible, puisque seules 7,8 % des résidences principales ont été bâties avant 1946,.

### Projets d'aménagements

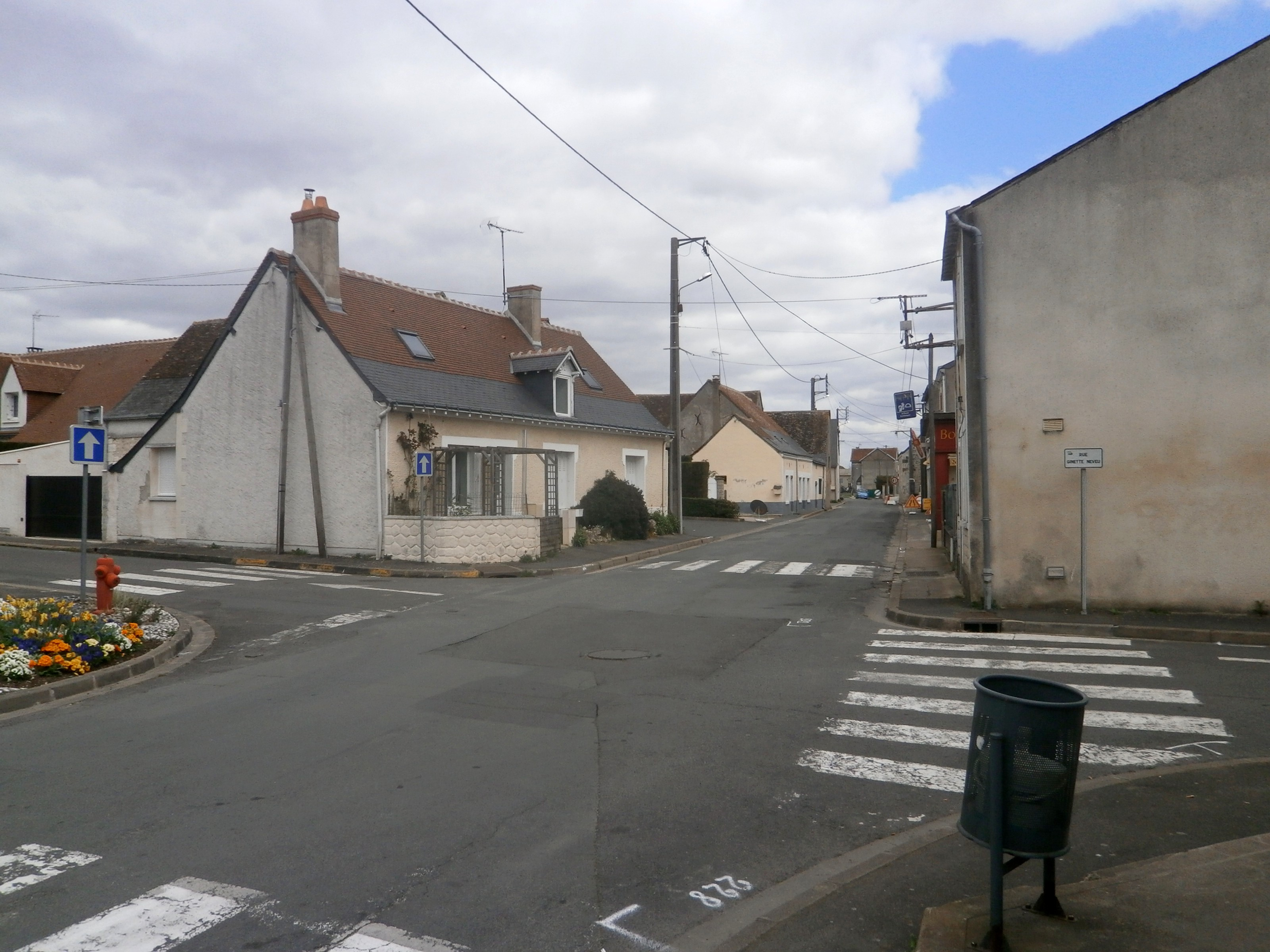
Le Grand-Village.

Établi en 2010, le plan local d'urbanisme (PLU) de La Ville-aux-Dames divise la commune en 7 zones : 4 zones urbaines (dont 2 mixtes, nommées UA et UB, et 2 spécifiques nommées UE et UX), 1 zone à urbaniser (1AU), 1 zone agricole (A) et enfin 1 zone naturelle (N).
La zone UA se situe au niveau des 3 pôles de centralité de la commune, à savoir le Bourg, le Grand-Village et le secteur de La Croix-Boissée (au carrefour de ses deux axes principaux, l'avenue Marie-Curie et l'avenue Jeanne-d'Arc). Elle comprend des espaces à forte valeur patrimoniale (bâti rural bas de qualité) mais aussi d'autres types d'habitat (maisons de ville et immeubles) ainsi que des commerces et des services. Elle est, par ailleurs, parcourue par les principales voies de communication de la commune. Ce secteur fait l'objet d'une politique de création de logements sociaux, liée à la Loi portant engagement national pour le logement (loi ENL).
La zone UB comprend les quartiers constitués d'ensembles homogènes de type pavillonnaire. Elle est, elle aussi, concernée par la loi ENL.
La zone UE correspond au secteur situé au nord de l'avenue Jeanne-d'Arc, où sont implantés de grands équipements collectifs (écoles, gymnase, aires de loisir, etc.). Il s'agit d'un secteur réservé aux espaces verts, aux sports et aux loisirs, même s'il comporte également quelques habitations.
La zone UX comprend les 3 zones d'activités de la commune, à savoir Le Bois-de-Plantes, Les Fougerolles et Champmeslé. Elle est donc vouée aux activités industrielles, artisanales, de services et de bureaux.
La zone 1AU correspond aux espaces destinés à recevoir une urbanisation dans le cadre de la mise en œuvre du PLU. Elle comprend, tout d'abord, le site de La Saulas (près de La Croix-Boissée), où l'agriculture maraîchère doit laisser place à l'urbanisation pour permettre de renforcer le cœur de ville. Elle concerne, par ailleurs, la partie est du Grand-Village, où il est prévu de construire une « véritable façade urbaine en rive sud de la commune ». Enfin, elle correspond au site localisé en limite de Saint-Pierre-des-Corps, qui a la particularité de mêler axe de communication majeur, intérêt patrimonial et forts risques technologiques.
La zone A occupe principalement la partie sud de La Ville-aux-Dames. Elle est vouée à l'agriculture et n'est pas constructible.
Enfin, la zone N correspond à la partie nord de la commune. Il s'agit d'un espace boisé protégé (Natura 2000 et ZNIEFF), où existent cependant quelques infrastructures (camping municipal et terrains de sport).

### Risques naturels et technologiques
Le territoire de La Ville-aux-Dames est soumis à de nombreux risques naturels et technologiques, liés aux particularités de la commune elle-même, mais aussi à celles de sa voisine, Saint-Pierre-des-Corps.

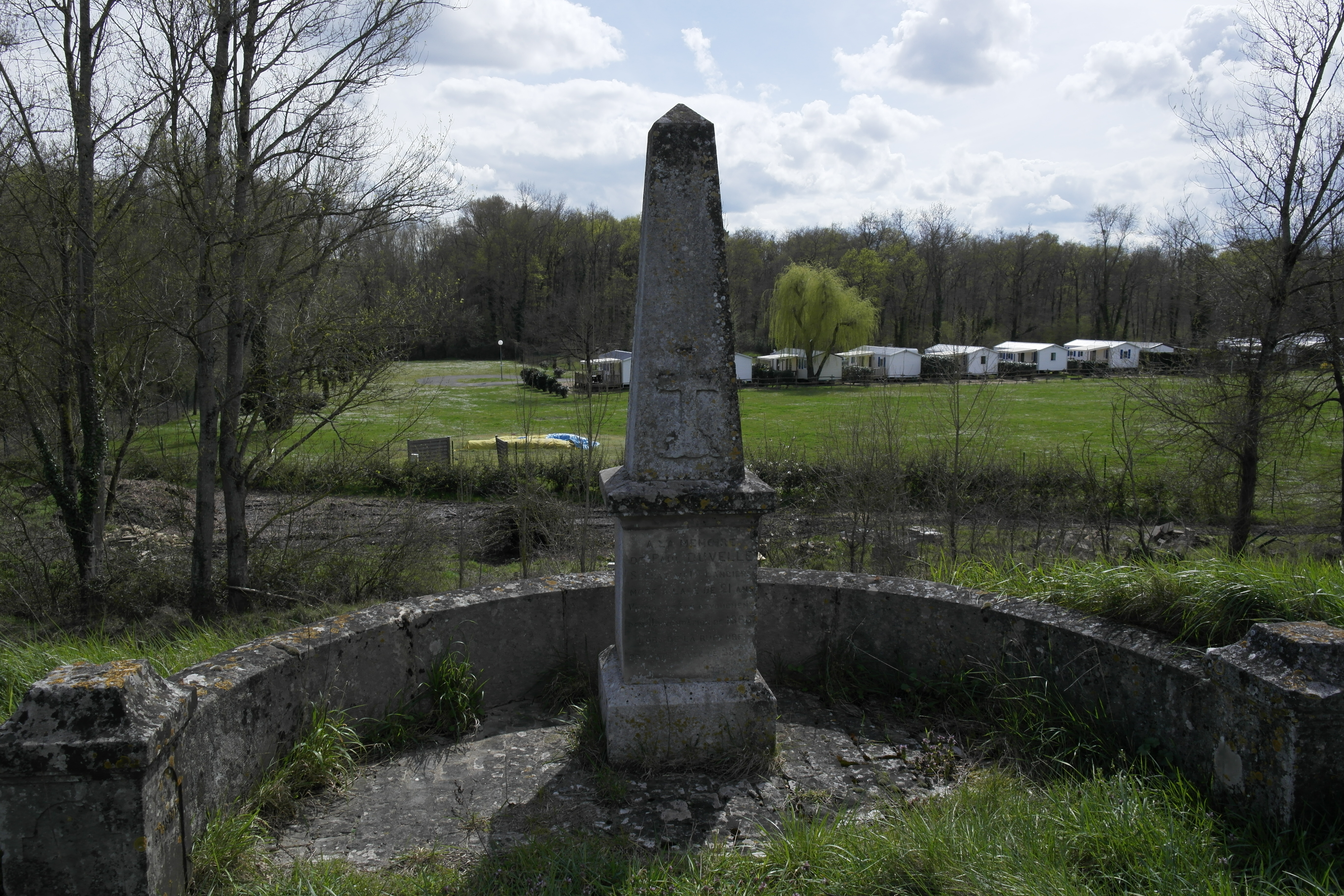
Stèle dédiée au lancier Paul Duvelle, mort durant l'inondation de 1866.

#### Risques naturels
La Ville-aux-Dames étant située entre les lits de la Loire (au nord) et du Cher (au sud), elle peut être affectée par les crues de ces deux cours d'eau. Par le passé, le territoire de la commune a ainsi été inondé à de nombreuses reprises (en 580, 585, 591, 853, 1346, 1474, 1709, 1846, 1856, 1866, etc.), souvent à la suite d'une rupture de la levée de la Loire. En 1856, les autorités françaises ont ainsi pris la décision de rompre la digue afin de créer un déversoir à La Ville-aux-Dames et d'épargner Tours. Dix ans plus tard, la digue s'est rompue d'elle-même à Conneuil (à Montlouis-sur-Loire), provoquant une nouvelle inondation du territoire communal,.
Comme la plupart du territoire français, La Ville-aux-Dames est également soumise aux risques climatiques. En 1999, la commune a ainsi été frappée par la tempête et, en 2003, par la canicule. Enfin, La Ville-aux-Dames est située en zone de sismicité faible de niveau 2 sur une échelle de 1 à 5.

#### Risques technologiques
Plusieurs sites industriels implantés sur la commune limitrophe de Saint-Pierre-des-Corps et classés « Seveso » font peser un risque technologique sur La Ville-aux-Dames et ses habitants. C'est le cas de la Compagnie commerciale de manutention pétrolière et du Groupement pétrolier de Saint-Pierre-des-Corps (zones de dépôt d'hydrocarbures et aires de chargement), soumis aux risques d'explosion et de pollution en cas de fuite. C'est également le cas du site Primagaz (lieu de stockage de gaz liquéfié et de pétrole), lui aussi soumis à un risque d'explosion,.
Traversée par une voie de chemin de fer étroitement connectée à la gare de triage de Saint-Pierre-des-Corps et par des routes empruntées par de nombreux poids lourds, La Ville-aux-Dames est également confrontée aux risques liés au transport de matières dangereuses. La commune est ainsi soumise à des dangers d'explosion, d'incendie, de toxicité, de corrosivité ou même de rayonnement radioactif.

## Toponymie et gentilé

### Toponymie

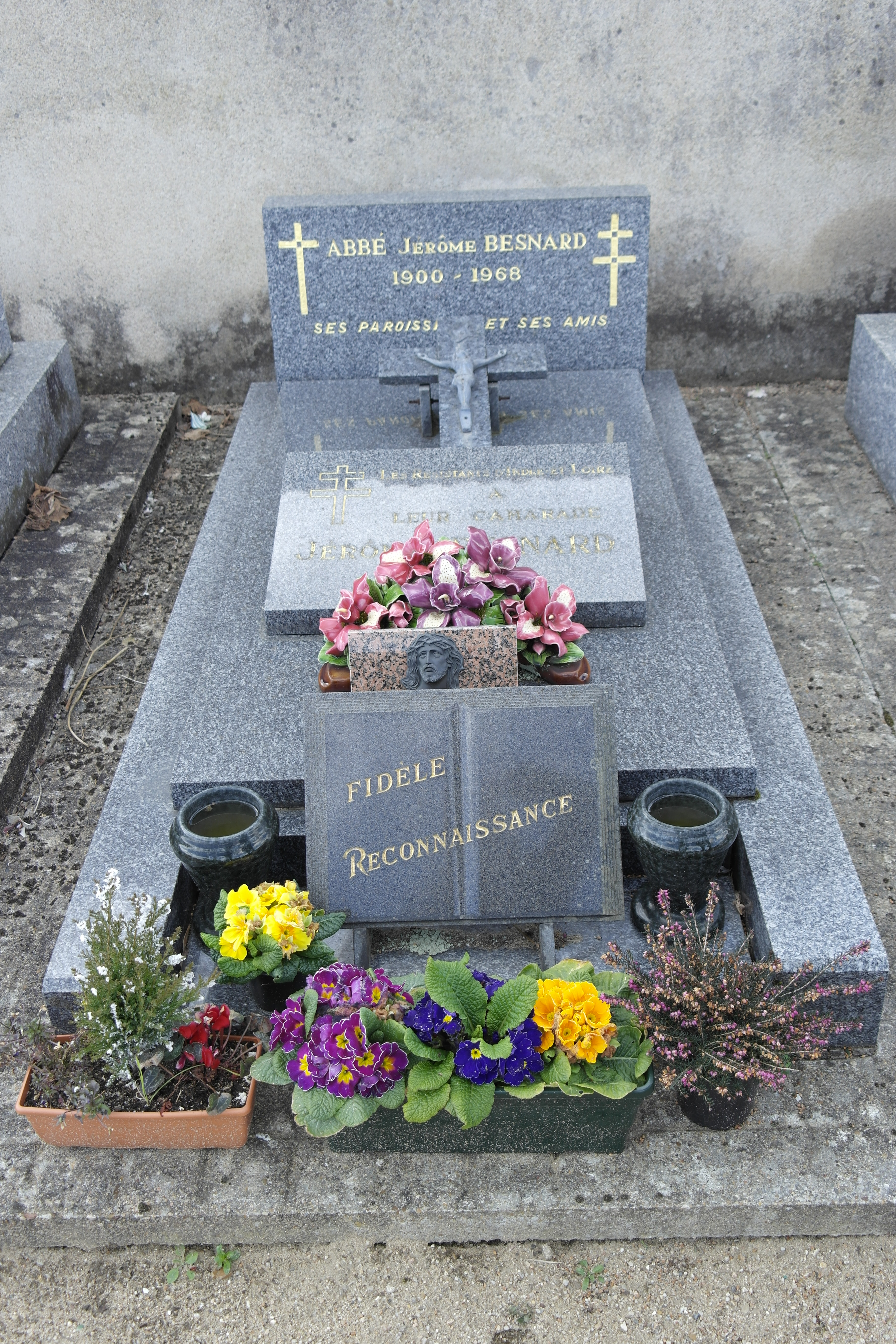
Tombe de l'abbé Jérôme Besnard, seul homme honoré d'une rue dans la commune.

Le nom de La Ville-aux-Dames apparaît pour la première fois, sous sa forme latine Villa Dominarum (c'est-à-dire « Domaine des Dames »), au Xe siècle, époque où la commune forme un fief dépendant de l'abbaye de Saint-Loup, un couvent de femmes situé sur le territoire de l'actuelle Saint-Pierre-des-Corps. Il se retrouve, inchangé, dans le pouillé de Tours en 1290. Par la suite, le nom de la commune évolue en Ville-aux-Dames puis La Ville-aux-Dames.
Au cours de la Révolution française, La Ville-aux-Dames fait partie des communes dont le nom est modifié par les autorités républicaines. Elle est ainsi renommée provisoirement Les Sables,.

### Odonymie
La Ville-aux-Dames est la seule commune française dont (presque) toutes les rues portent des noms de femmes. Cette décision a été prise par la municipalité le 13 mars 1974, sur proposition du maire, Lionel Delaunay. Les seules voies ne portant pas de noms de femmes sont la « place du 11-Novembre », la « place du 8-Mai », la « rue des Levées » et l'« impasse de La-Dame-en-Noir », qui fait référence au nom de résistant de l'abbé Jérôme Besnard, durant la Seconde Guerre mondiale. La plupart des édifices municipaux portent, eux aussi, des noms de femmes,.

### Gentilé
Les habitants de La Ville-aux-Dames sont appelés les « Gynépolitains » (du grec ancien gunê, la femme, et polis, la ville).
Pendant longtemps, les habitants de la commune sont cependant surnommés plus simplement les « Caillons », sobriquet qui leur vient d'un fromage de lait caillé que les éleveurs du village vendent à Tours au XIXe siècle,. Organisée chaque année depuis 1981, la « marche des Caillons » rappelle cet ancien surnom.

## Histoire

### Préhistoire et Antiquité

Hypothèse de restitution des voies antiques.

Les plus anciennes preuves d'occupation du territoire de La Ville-aux-Dames ont été trouvées dans la Loire, à l'occasion de dragages. Une pointe de lance en bronze longue de 26 cm et datant du Bronze final a ainsi été découverte face à l'ancienne île de Pointe-à-Cornu. Une hache à rebords, datant elle aussi de 900-800 av. J.C., a été exhumée dans les mêmes conditions dans le lit du fleuve. Une pièce de monnaie gauloise a par ailleurs été trouvée sur le territoire de la commune, sans que l'on sache exactement à quel endroit.
À l'époque romaine, ou peut-être avant, apparaît sur le territoire communal le Chemin des Hautes-Rottes, qui relie Saint-Brice (sur Montlouis-sur-Loire) à La Poudrerie (sur Saint-Pierre-des-Corps) en passant par La Carte et Le Gros-Chêne (sur La Ville-aux-Dames). Ce Chemin des Hautes-Rottes prolonge une voie romaine venue d'Orléans. Un autre chemin, reliant Rochecorbon à la voie Tours-Bourges et passant, lui-aussi, par La Carte se développe à la même époque.

### Moyen Âge
Aux VIIe et VIIIe siècles, les Normands envahissent et pillent à plusieurs reprises le territoire de La Ville-aux-Dames et ses alentours. En 838, ils détruisent probablement l'abbaye de Saint-Loup, située au lieu-dit Saint-Marc, à Saint-Pierre-des-Corps. Elle est ensuite reconstruite, comme l'attestent des chartes datées de 939 et 941.
Au cours du Moyen Âge, La Ville-aux-Dames connaît une série de défrichements, dont plusieurs toponymes (« Les Communs », « Le Grand-Village », « Le Bois-Neuf » ou « L'Ouche-Ménard ») gardent aujourd'hui le souvenir. Ces défrichements sont probablement réalisés sous l'égide de l'abbaye de Saint-Loup.

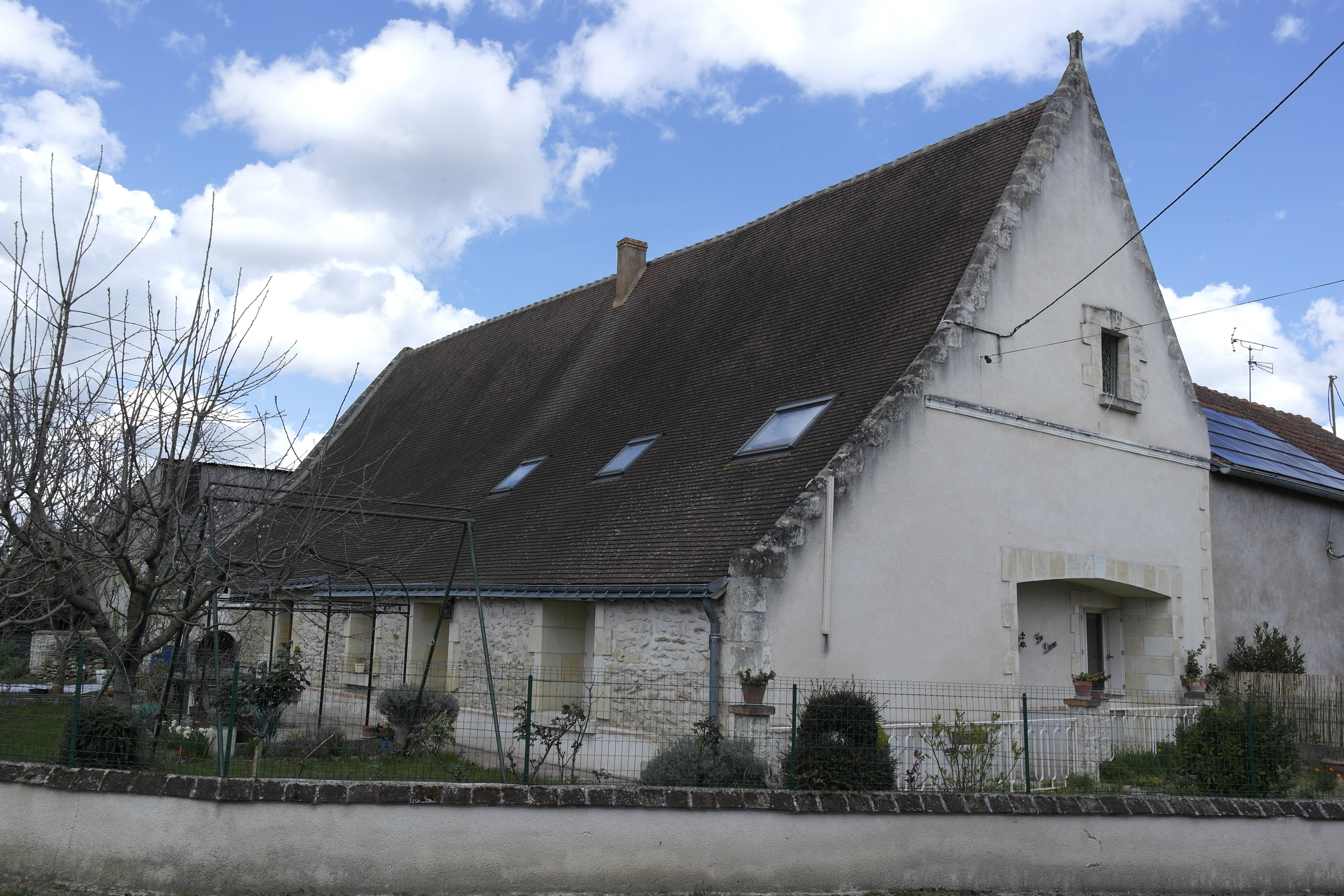
Ancienne grange dîmière, située rue Louise-Michel (2016).

Au IXe siècle, le roi Louis le Débonnaire dresse les premières levées autour de la Loire. Ces travaux sont repris par Henri II Plantagenêt en 1161. Au Xe siècle, le territoire de La Ville-aux-Dames forme un fief (Villa Dominarum) dépendant de l'abbaye de Saint-Loup, dont la supérieure se nomme Hildegarde. Cependant, en 1007, le couvent n'est plus occupé et le fief passe sous le contrôle de la cathédrale de Tours,.
L'église de La Ville-aux-Dames naît au XIe siècle, sous la forme d'une chapelle de style roman. Vers 1060, le comte Foulques de Tours donne aux habitants de La Ville-aux-Dames, de Conneuil et de Montlouis un territoire en copropriété sur les bords du Cher : le « Bois de Plantes ». Par la suite, de nombreux conflits opposent les habitants de ces villages (et de ceux de Saint-Pierre-des-Corps) à propos de l'utilisation de ce domaine,.
En 1252, le domaine de la Boisselière appartient au chapitre de la cathédrale de Tours. En 1276, le fief de la Carré relève du château de Tours. En 1356, le Prince Noir, fils aîné du roi Édouard III d'Angleterre, séjourne à Montlouis et passe probablement par La Ville-aux-Dames lorsqu'il attaque Tours, dans le contexte de la Guerre de Cent Ans.
En 1438, le roi Charles VII fait arpenter l'ensemble des terres situées entre Montlouis et le Bec-du-Cher. Il fait également consolider les levées par des bagnards. En 1479, Jean Colleau, premier curé de La Ville-aux-Dames, encadre la transformation de la chapelle romane de la paroisse en église gothique.

### Renaissance et époque moderne
En 1515, des luttes opposent catholiques et protestants en Touraine. Ce sont les prémices des Guerres de religion. En 1573, commence le plus ancien registre paroissial de la commune. Quelques années plus tard, en 1614, le roi Louis XIII traverse La Ville-aux-Dames lors d'un voyage triomphal qui le mène d'Orléans à Nantes.

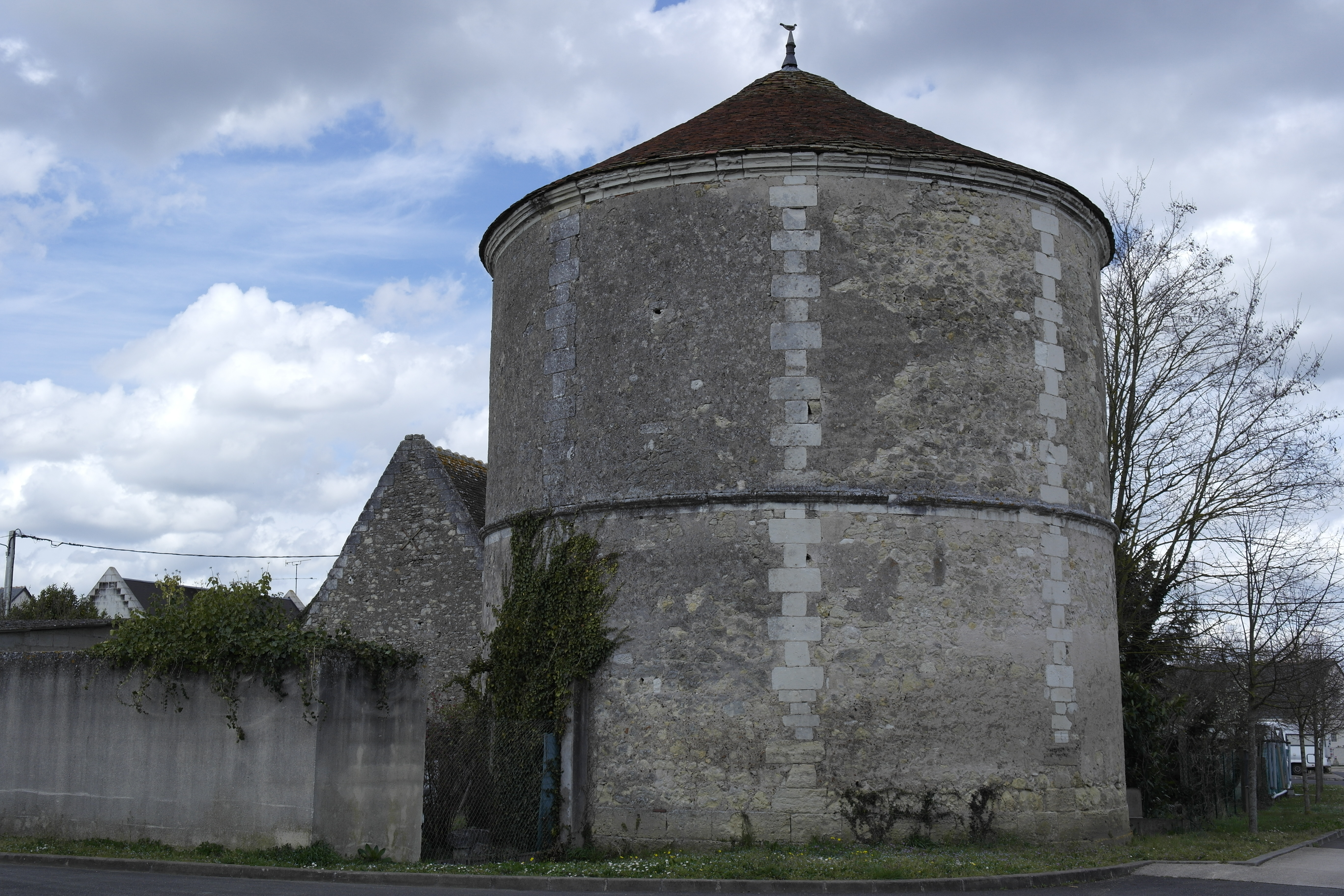
Pigeonnier de la ferme de La Carrée, située rue Jeanne-Hachette (2016).

En 1630, un retable et une statue de sainte Jeanne de Valois sont installés dans l'église Notre-Dame. En 1631, des huguenots tourangeaux (François Duvidal et Gédéon de Sicqueville) édifient un temple protestant à La Ville-aux-Dames, au lieu-dit La Butte, près d'une ferme connue sous le nom de La Morinerie. Cependant, sous l'intervention du chanoine Joseph Sain, l'administration royale fait détruire l'édifice en 1684 et les deux pasteurs quittent La Ville-aux-Dames,.
En 1676, la ferme de la Pichonnière est achetée par des décrets des requêtes du palais. Elle devient la propriété du marquis de Dangeau, avant de passer à ses descendants, les ducs de Luynes, puis au duc de Choiseul et enfin au duc de Penthièvre. En 1683, le fief de la mairie connaît la même situation. En 1687, un recensement dénombre 110 feux dans le village. En 1699, Joseph Sain installe dans l'abbaye de Saint-Loup des Dames de l'Union chrétienne, c'est-à-dire d'anciennes protestantes converties de force au catholicisme. La tradition veut que certaines d'entre elles s'installent alors à La Ville-aux-Dames.
En 1717, le gouverneur de Tours Philippe de Courcillon défend les habitants de La Ville-aux-Dames contre les abus du clergé lors du « procès de Bois-de-Plante ». En 1731, l'église paroissiale est agrandie. En 1769, le fief de La Carré est transformé en châtellenie.

### De la Révolution auXIXesiècle

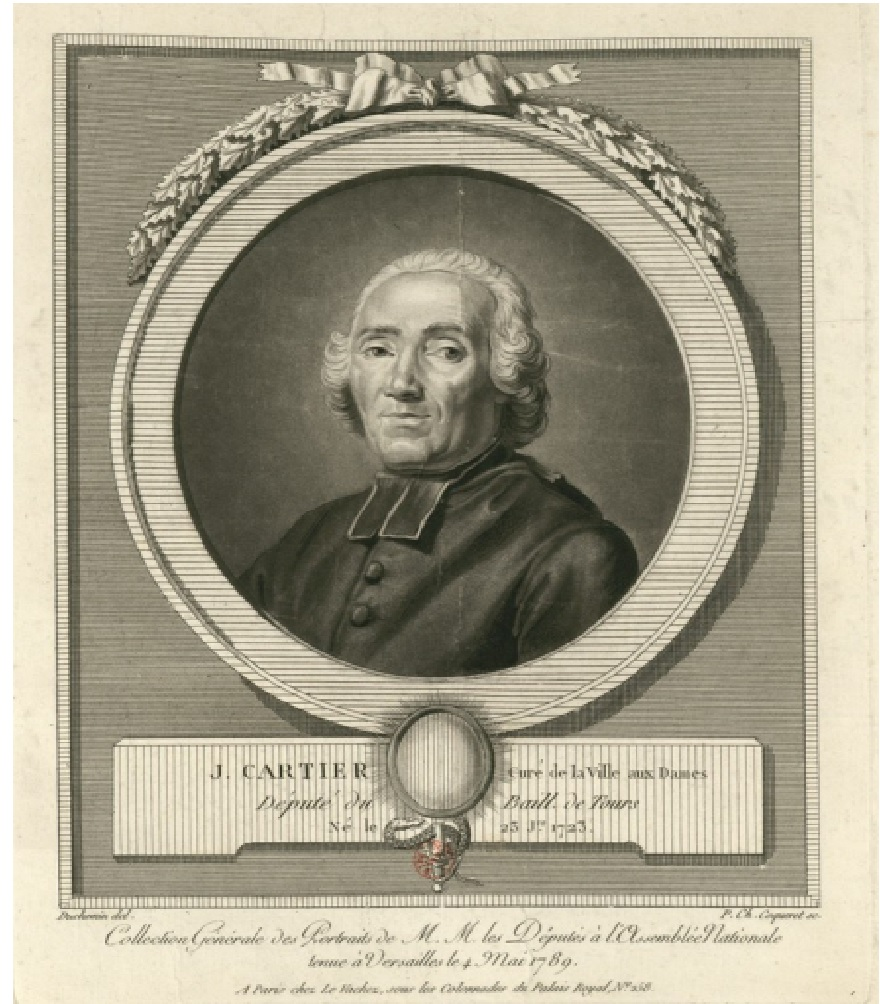
Portrait de Jean Cartier, curé de La Ville-aux-Dames de 1754 à 1789. Estampe de Pierre-Charles Coqueret (1790).

Le 1er mars 1789, les paysans de La Ville-aux-Dames, représentés par MM. Dansault, Chatrefou, Viau et Galliot, réalisent leur cahier de doléances et de remontrances. Ils demandent la suppression de la corvée et de l'entretien des routes, la liberté de n'acheter que la quantité de sel nécessaire à chacun, une réforme de la conscription et la diminution de la taille. Peu de temps après, le curé de La Ville-aux-Dames Jean Cartier est élu député du clergé aux États généraux de Versailles. Au cours de la Révolution française, la commune est renommée provisoirement Les Sables,.
Le plan cadastral de la commune, dressé par Lenoble, est terminé le 4 septembre 1813. Le 4 novembre 1827, l'administration du roi Charles X rattache définitivement l'île de Rochecorbon (actuelle île de la Métairie) au territoire de la commune. En 1845, le chemin de fer fait son apparition sur le territoire de la commune, qu'il coupe en deux : le Bourg (au nord) et le Grand-Village (au sud). Cet événement oblige les autorités municipales à déplacer la chapelle Notre-Dame de Prompt-Secours à quelques mètres de son site originel.
Le 3 juin 1856, la digue de Conneuil rompt sur 470 mètres et une inondation touche presque toute la commune, dont seuls l'église et ses abords immédiats restent en-dehors de l'eau. Les dégâts sont alors estimés à 400 000 francs. En plaine, le niveau d'eau atteint 7,50 m et, par endroits, le territoire de la commune est ensablé sur 1 m.
Le 16 septembre 1858, commence la construction d'un port pour un bac destiné à effectuer des traversées régulières sur la Loire. Il doit permettre de relier La Ville-aux-Dames à la commune de Rochecorbon, située de l'autre côté du fleuve. En 1866, une nouvelle rupture de la digue cause la mort du lancier Paul Duvelle, âgé de 20 ans.
En 1870, le territoire communal, qui est presque entièrement cultivé, est divisé en petites propriétés d'une moyenne de 4 ha. En février 1871, après la guerre franco-allemande, les Prussiens occupent la commune et logent chez l'habitant.

### XXeetXXIesiècles

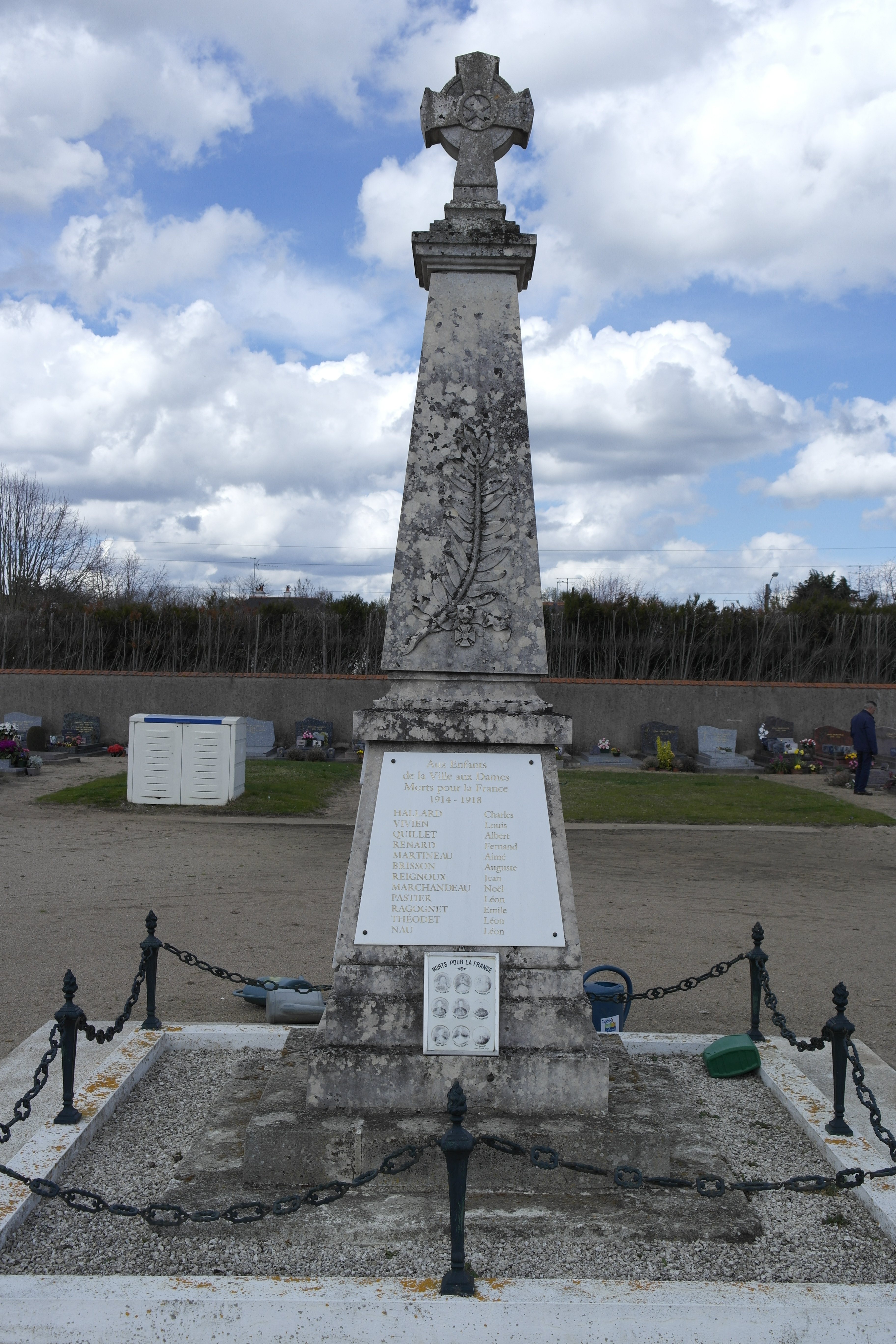
Monument aux morts de la Première Guerre mondiale, situé au vieux cimetière de La Ville-aux-Dames.

En 1905, le siège de la mairie de La Ville-aux-Dames est transféré dans l'ancien presbytère. Le 17 août 1906, une première ligne téléphonique, reliant La Ville-aux-Dames à Tours, est inaugurée dans la commune.
La Première Guerre mondiale fait douze victimes parmi la population masculine de La Ville-aux-Dames.
Le 19 octobre 1924, la commune est raccordée au réseau électrique. Vers 1930, l'agriculture reste l'activité dominante à La Ville-aux-Dames. On y cultive des céréales (blé, avoine, seigle, maïs), des vignes, des betteraves, des pommes de terre et des asperges. L'élevage laitier tient également une place importante.
Durant la Seconde Guerre mondiale, quatre hommes de la commune meurent au combat. Pendant l'Occupation, l'abbé Jérôme Besnard anime un réseau de résistance à La Ville-aux-Dames et prend pour nom de code « La Dame en noir ». Le 10 août 1944, un convoi de prisonniers politiques et prisonniers de guerre alliés, le train de Langeais, s'arrête dans la commune. Des prisonniers venus d'Angers et d'autres d'un convoi de Saint-Patrice sont ajoutés au convoi qui repart en direction de Belfort et de l'Allemagne. La commune est décorée de la croix de guerre 1939-1945 le 14 novembre 1948, distinction également attribuée à trois autres communes de l'Indre-et-Loire.
En 1947, plusieurs clubs de sport (football, basket-ball, gymnastique et éducation physique) voient le jour dans la commune. Cependant, les associations de football et de gymnastique périclitent dès 1949. Finalement, seul le club de basket-ball subsiste sans discontinuité jusqu'à nos jours. En 1967, le maire Lionel Delaunay fait publier le premier bulletin municipal, baptisé Information et documentation municipale. En 1973, un premier centre commercial s'installe sur le territoire de La Ville-aux-Dames. En 1974, la commune se dote d'une piscine municipale. En 1975, elle ouvre une école maternelle, composée de quatre classes. En 1986, elle fonde sa première bibliothèque municipale.
En 2000, l'UNESCO inscrit une portion du Val de Loire, à laquelle appartient la commune de La Ville-aux-Dames, sur la liste du patrimoine mondial de l'humanité. En 2005, le Ministère de l'Écologie et du développement durable classe la vallée de la Loire d'Indre-et-Loire site Natura 2000. En 2009, une voie verte est aménagée le long de la Levée dans le cadre de la Loire à vélo.

## Politique et administration

### Situation administrative
La Ville-aux-Dames est rattachée au canton de Montlouis-sur-Loire, qui compte cinq communes. À l'issue du second tour des élections départementales de 2015, Patrick Bourdy et Agnès Monmarché-Voisine (PS) sont élus conseillers départementaux du canton.
La commune appartient par ailleurs à l'arrondissement de Tours et à la 2e circonscription d'Indre-et-Loire. La députée de cette circonscription, réélue le 17 juin 2012, est Claude Greff (LR).

### Tendances politiques et résultats
L'électorat de La Ville-aux-Dames est plutôt marqué à gauche, du moins lors des scrutins nationaux, régionaux et cantonaux. Il manifeste par contre un certain euroscepticisme, visible lors des référendums portant sur la construction européenne, voire lors des élections européennes de 2014. Au niveau local, l'électorat est davantage marqué à droite et montre une réelle fidélité à ses élus, comme le prouvent les durées des mandats des deux derniers maires, Alain Bénard (édile depuis 2006) et surtout Dominique Leclerc (édile de 1977 à 2006).

#### Élection présidentielle de 2017
En 2017, au deuxième tour des élections présidentielles, Emmanuel Macron (En marche !), élu, a obtenu 68,68 % des voix et Marine Le Pen (FN), 31,32 %. Le taux de participation s'est élevé à 78,06 %.

#### Élection municipale la plus récente
Le nombre d'habitants au recensement de 2011 étant compris entre 5 000 et 9 999, le nombre de membres du conseil municipal pour l'élection de 2014 est de 29.
Lors des élections municipales de 2014, les 29 conseillers municipaux ont été élus dès le premier tour ; le taux de participation était de 66,42 %.

### Instances judiciaires et administratives
Toutes les juridictions pénales et civiles intéressant La Ville-aux-Dames sont regroupées à Tours, à l'exception du tribunal administratif et de la cour d'appel qui siègent à Orléans, préfecture de la région Centre-Val de Loire.

### Intercommunalité
À partir du 1er janvier 2000, La Ville-aux-Dames et quatre autres communes (Azay-sur-Cher, Larçay, Montlouis-sur-Loire et Veretz) sont rattachées à la communauté de communes de l'Est Tourangeau, dont le président est Pierre Dourthe depuis 2014. Cette structure exerce ses compétences dans des domaines aussi variés que l'aménagement du territoire, l'action sociale, l'environnement, la voirie et le développement économique. Le 1er janvier 2017, la communauté de communes de l'Est Tourangeau disparaît au profit de la nouvelle communauté de communes Touraine-Est Vallées, à laquelle est rattachée La Ville-aux-Dames.
Le syndicat intercommunal d'énergie d'Indre-et-Loire (SIEIL) assure le contrôle et la coordination de l'ensemble des concessionnaires opérant sur l'Indre-et-Loire dans le domaine de la distribution de gaz et d'électricité ; il intervient également sur le renforcement du réseau de distribution d'électricité. Toutes les communes d'Indre-et-Loire, Tours exceptée, adhèrent au SIEIL à titre individuel par arrêté préfectoral en date du 23 avril 2008 pour ce qui est de sa « compétence Électricité ». La commune de La Ville-aux-Dames n'adhère pas à la « compétence Gaz », disposition facultative.
Le syndicat mixte « Touraine propre » regroupe neuf communautés de communes ou syndicats mixtes intercommunaux d'Indre-et-Loire et il favorise et fédère les actions en matière de réduction et de valorisation des déchets ménagers. La communauté de communes de l'Est Tourangeau y adhère à titre collectif au nom des cinq communes qu'elle rassemble.

### Politique environnementale
Depuis 2005, La Ville-aux-Dames s'est engagée dans une démarche de développement durable et s'est dotée d'un Agenda 21.

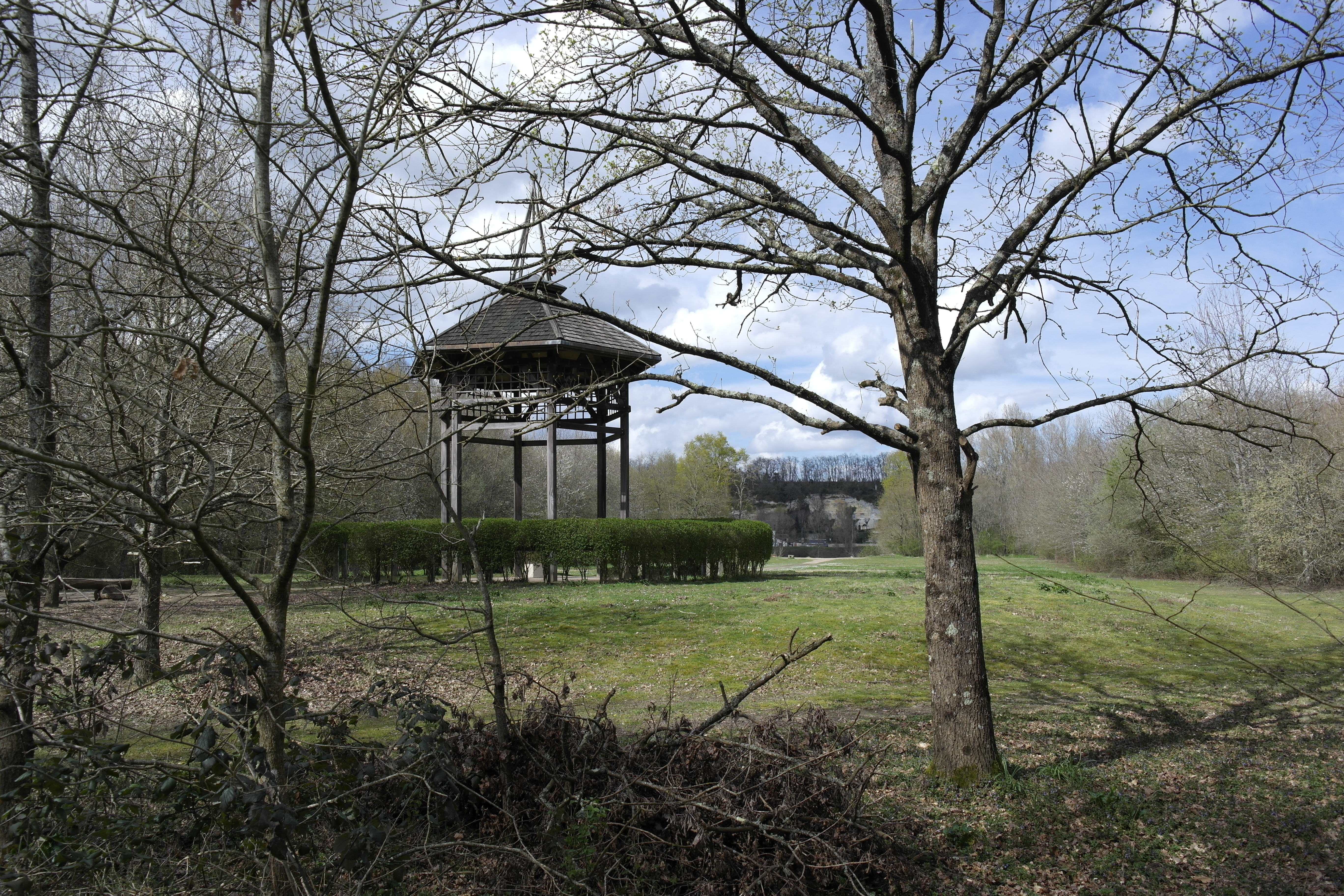
Kiosque du parc de la Métairie (2016).

#### Ville fleurie et espaces verts
Comme 262 autres communes de la région Centre-Val de Loire, La Ville-aux-Dames fait partie des villes et villages fleuris de France. Grâce aux efforts de la municipalité et de ses habitants, elle a en effet remporté deux fleurs au palmarès national,.
Outre l'île de la Métairie, située sur la rive sud de la Loire, la commune de La Ville-aux-Dames possède plusieurs parcs et jardins publics, parmi lesquels le parc de La Petite-Taille et celui des Cinq-Arpents, tous deux situés entre les commerces et les écoles.

#### Eau potable et assainissement
La municipalité de La Ville-aux-Dames gère elle-même la distribution d'eau potable sur son territoire. Trois puits situés à La Bouillardière fournissent l'eau nécessaire à l'ensemble des habitants de la commune. Cette dernière s'occupe également de l'assainissement collectif.
À deux reprises, en 2012 et en 2014, l'UFC-Que choisir dénonce la mauvaise qualité de l'eau de La Ville-aux-Dames, contaminée au sélénium, un polluant souvent lié à la surexploitation, notamment agricole, des nappes phréatiques. Pour le maire de la commune, toutefois, l'eau de La Ville-aux-Dames ne pose aucun problème car le pompage est stoppé dans les puits où la teneur en sélénium dépasse la norme autorisée.

#### Déchets ménagers
La collecte des déchets ménagers, gérée par la communauté de communes, se fait en porte à porte à une fréquence hebdomadaire pour les déchets non recyclables et recyclables (papiers, plastiques, métaux). Ce dispositif est complété par la mise à disposition d'une déchèterie (Le Pas d'Amont) située sur le territoire de Montlouis-sur-Loire. La communauté de communes fournit, par ailleurs, aux habitants qui le souhaitent des conteneurs permettant le compostage des déchets organiques.

### Finances locales
Le tableau ci-dessous présente l'évolution de la capacité d'autofinancement, un des indicateurs des finances locales de La Ville-aux-Dames, sur une période de dix ans :
|                      | 2005 | 2006 | 2007 | 2008 | 2009 | 2010 | 2011 | 2012 | 2013 | 2014 |
| -------------------- | ---- | ---- | ---- | ---- | ---- | ---- | ---- | ---- | ---- | ---- |
| La Ville-aux-Dames   | 120  | 74   | 117  | 105  | 89   | 82   | 83   | 108  | 132  | 115  |
| Moyenne de la strate | 155  | 159  | 158  | 155  | 155  | 166  | 181  | 190  | 181  | 168  |

| ■ CAF de La Ville-aux-Dames ■ CAF moyenne de la strate |

### Jumelages

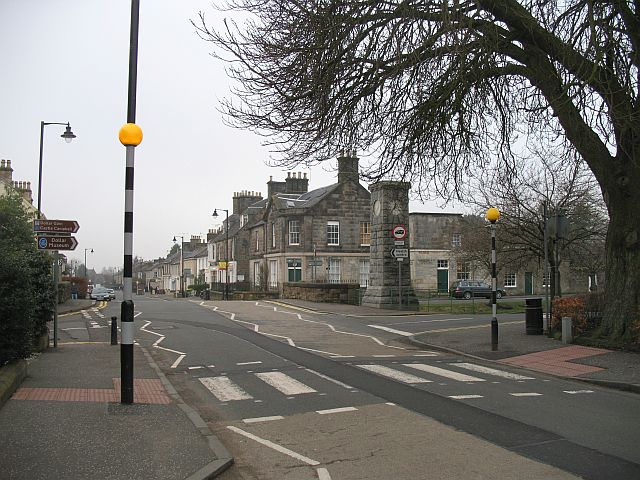
Vue de la ville de Dollar, en Écosse.

En 1979, la municipalité a conclu un mariage symbolique avec la commune d’Hommes, située comme elle en Indre-et-Loire.
La Ville-aux-Dames est, par ailleurs, jumelée avec :
- Dollar (Écosse) depuis 1981[138].

## Population et société

### Démographie

#### Évolution démographique
L'évolution du nombre d'habitants est connue à travers les recensements de la population effectués dans la commune depuis 1793. Pour les communes de moins de 10 000 habitants, une enquête de recensement portant sur toute la population est réalisée tous les cinq ans, les populations de référence des années intermédiaires étant quant à elles estimées par interpolation ou extrapolation. Pour la commune, le premier recensement exhaustif entrant dans le cadre du nouveau dispositif a été réalisé en 2006.

En 2022, la commune comptait 5 575 habitants, en évolution de +2,59 % par rapport à 2016 (Indre-et-Loire : +1,67 %, France hors Mayotte : +2,11 %).
| 1793 | 1800 | 1806 | 1821 | 1831 | 1836 | 1841 | 1846 | 1851 |
| ---- | ---- | ---- | ---- | ---- | ---- | ---- | ---- | ---- |
| 660  | 551  | 595  | 675  | 657  | 635  | 632  | 661  | 644  |

| 1856 | 1861 | 1866 | 1872 | 1876 | 1881 | 1886 | 1891 | 1896 |
| ---- | ---- | ---- | ---- | ---- | ---- | ---- | ---- | ---- |
| 606  | 580  | 552  | 533  | 515  | 506  | 478  | 502  | 535  |

| 1901 | 1906 | 1911 | 1921 | 1926 | 1931 | 1936 | 1946 | 1954  |
| ---- | ---- | ---- | ---- | ---- | ---- | ---- | ---- | ----- |
| 508  | 539  | 592  | 620  | 670  | 684  | 722  | 783  | 1 001 |

| 1962  | 1968  | 1975  | 1982  | 1990  | 1999  | 2006  | 2011  | 2016  |
| ----- | ----- | ----- | ----- | ----- | ----- | ----- | ----- | ----- |
| 1 420 | 1 915 | 2 479 | 3 481 | 4 193 | 4 647 | 4 520 | 5 042 | 5 434 |

| 2021  | 2022  | - | - | - | - | - | - | - |
| ----- | ----- | - | - | - | - | - | - | - |
| 5 584 | 5 575 | - | - | - | - | - | - | - |

|                                           | 1968 - 1975 | 1975 - 1982 | 1982 - 1990 | 1990 - 1999 | 1999 - 2006 | 2006 - 2012 |
| ----------------------------------------- | ----------- | ----------- | ----------- | ----------- | ----------- | ----------- |
| Taux de variation annuel de la population | + 3,8 %     | + 4,9 %     | + 2,4 %     | + 1,1 %     | + 0,1 %     | + 1,3 %     |
| Solde naturel                             | + 0,6 %     | + 0,5 %     | + 0,4 %     | + 0,5 %     | + 0,6 %     | + 0,6 %     |
| Solde migratoire                          | + 3,1 %     | + 4,5 %     | + 1,9 %     | + 0,7 %     | + 0,4 %     | + 0,7 %     |

Les baisses importantes de population observées en 1846 et 1886 sont essentiellement liées à l'exode rural. Depuis 1901, la population augmente constamment (sauf en 2006), du fait d'un solde migratoire et d'un solde naturel positifs.

#### Pyramide des âges
La population de la commune est relativement jeune.
En 2018, le taux de personnes d'un âge inférieur à 30 ans s'élève à 34,5 %, soit en dessous de la moyenne départementale (34,9 %). À l'inverse, le taux de personnes d'âge supérieur à 60 ans est de 27,1 % la même année, alors qu'il est de 27,8 % au niveau départemental.
En 2018, la commune comptait 2 701 hommes pour 2 841 femmes, soit un taux de 51,26 % de femmes, légèrement inférieur au taux départemental (51,91 %).
Les pyramides des âges de la commune et du département s'établissent comme suit.
| Hommes | Classe d’âge | Femmes |
| ------ | ------------ | ------ |
| 0,7    | 90 ou +      | 1,0    |
| 7,0    | 75-89 ans    | 7,5    |
| 18,1   | 60-74 ans    | 19,9   |
| 19,4   | 45-59 ans    | 19,4   |
| 19,6   | 30-44 ans    | 18,4   |
| 15,6   | 15-29 ans    | 14,7   |
| 19,6   | 0-14 ans     | 19,2   |

| Hommes | Classe d’âge | Femmes |
| ------ | ------------ | ------ |
| 0,9    | 90 ou +      | 2,2    |
| 7,9    | 75-89 ans    | 10,2   |
| 17,3   | 60-74 ans    | 18,1   |
| 19,8   | 45-59 ans    | 19,1   |
| 17,9   | 30-44 ans    | 17,2   |
| 18,5   | 15-29 ans    | 17,5   |
| 17,6   | 0-14 ans     | 15,6   |

### Enseignement

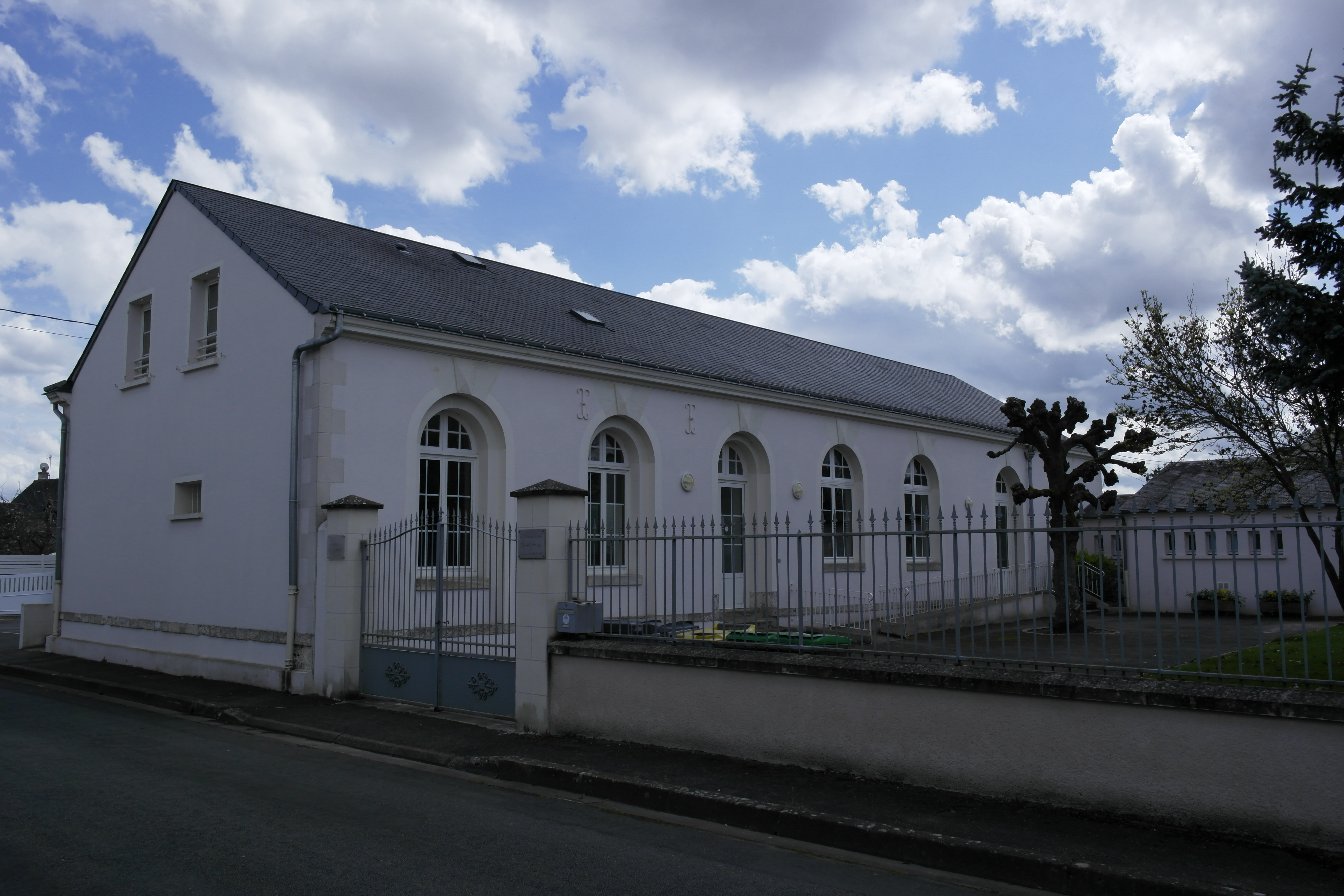
La salle Bernadette-Delprat, ancienne école de La Ville-aux-Dames.

Sur le territoire de la commune, l'école maternelle Colette (située place Françoise-Dolto) accueille 198 élèves à la rentrée 2015 ; l'école élémentaire Marie-Curie (située sur la même place) accueille quant à elle 340 enfants.
La carte scolaire prévoit que l'éducation des enfants de La Ville-aux-Dames se poursuive au collège Pablo-Neruda de Saint-Pierre-des-Corps puis au lycée Paul-Louis-Courier de Tours, s'ils choisissent la voie générale.

### Santé et services d'urgence
En 2016, La Ville-aux-Dames compte deux pharmacies, une parapharmacie et un cabinet infirmier. De nombreux professionnels de santé exercent par ailleurs sur le territoire de la commune. On y trouve ainsi cinq médecins généralistes, deux dentistes, six kinésithérapeutes, trois ostéopathes, un orthophoniste et un pédicure-podologue.
La commune possède également une maison d'accueil familiale pour personnes âgées (MAFPA), la résidence Jeanne-Jugan.

### Vie culturelle et associative

#### Équipements culturels et de loisirs

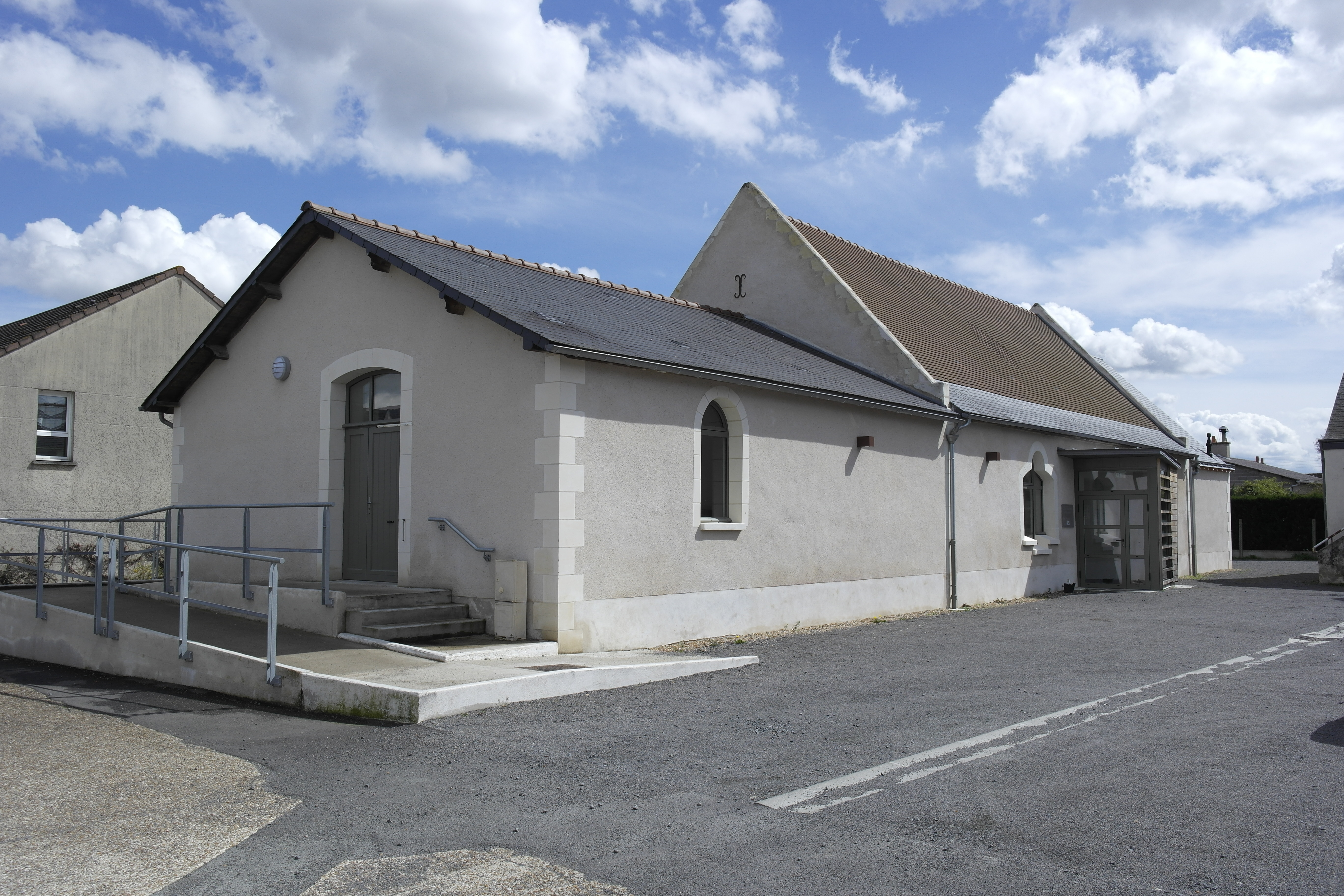
La salle Louis-Renard, au Grand-Village (2016).

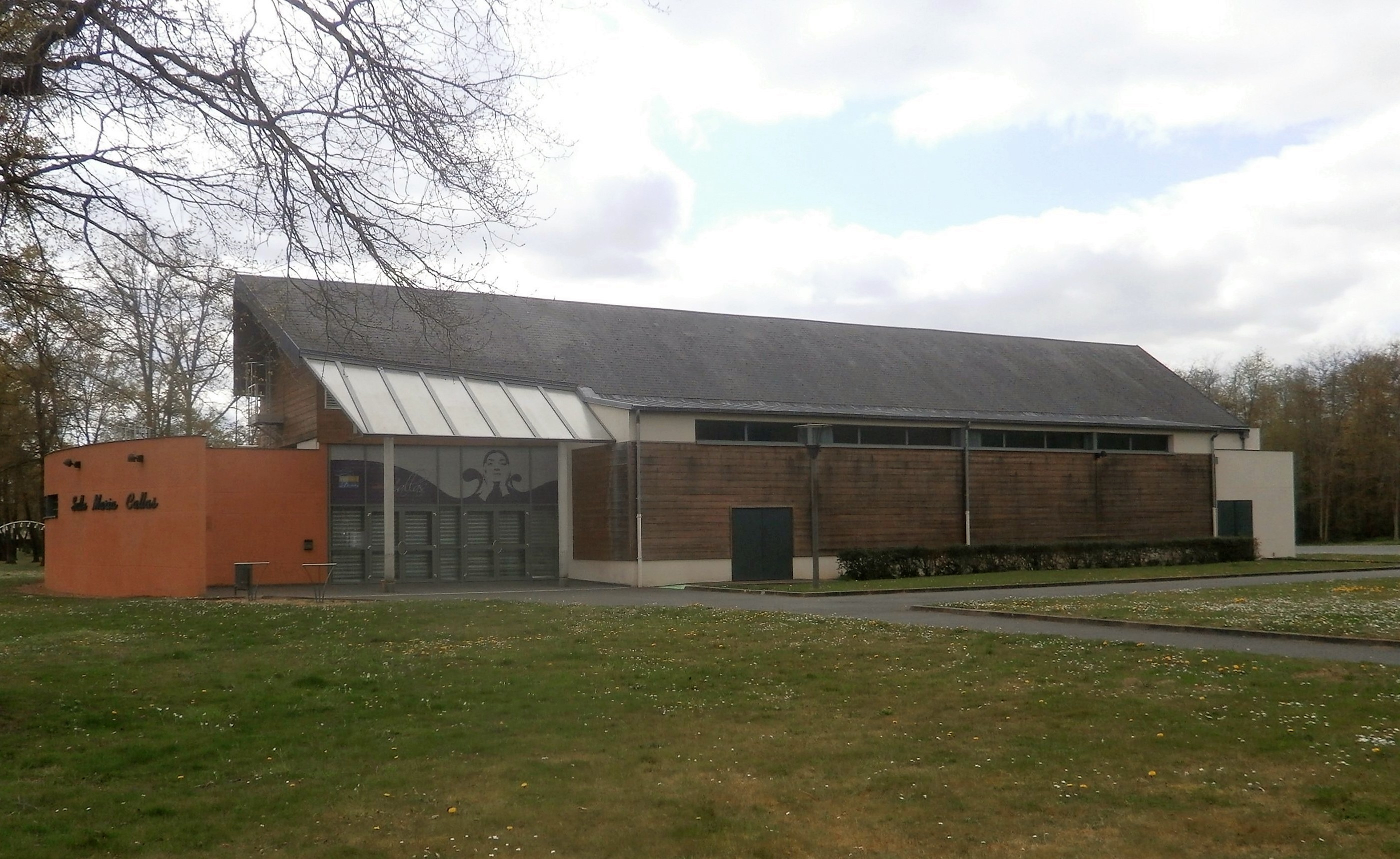
La salle Maria-Callas.

Depuis 1989, La Ville-aux-Dames possède un centre socio-culturel, baptisé Centre Camille-Claudel. Cette structure sert à la fois de bibliothèque municipale, d'école de musique, de lieu de répétition pour la musique municipale et de halte-garderie. La commune bénéficie aussi d'un centre de loisirs, l'accueil de loisirs Françoise-Dolto.
La Ville-aux-Dames abrite par ailleurs trois salles des fêtes (la salle Bernadette-Delprat, située dans les locaux de l'ancienne école communale, la salle George-Sand et la salle Maria-Callas) ainsi qu'une maison des associations, dont le siège se trouve dans la salle Maryse-Bastié.
Depuis 2014, la commune possède également une salle consacrée à la culture et aux arts : la salle Louis-Renard, située dans les locaux de l'ancienne chapelle du Grand-Village,.

#### Associations culturelles et politiques
Quatre associations à but culturel ou de loisirs non sportifs existent à La Ville-aux-Dames. La plupart d'entre elles ont une vocation communale, comme la Musique municipale, mais l'Amicale des Jardiniers déborde le territoire gynépolitain pour intégrer celui de Montlouis-sur-Loire.
Sept autres associations, davantage liées à la vie politique de la cité, ont leur siège sur le territoire communal. Elles témoignent de l'implication des Gynépolitains dans des questions telles que l'environnement, l'éducation ou le maintien des services et des commerces de proximité,.

### Sports

#### Équipements sportifs
La commune de La Ville-aux-Dames possède de nombreux équipements sportifs, parmi lesquels le gymnase Lionel-Delaunay, le terrain de football Michel-Hidalgo, le boulodrome Vincent-Masanet, des courts de tennis, une salle de tennis et tennis de table et un skate park.
L'ancienne piscine municipale a par contre été désaffectée et son site abrite aujourd'hui l'accueil de loisirs Françoise-Dolto.
Un circuit de karting privé est par ailleurs installé sur le territoire de la commune, à L'Ouche-Saint-Martin.

#### Associations et manifestations sportives
L'Étoile Sportive de La Ville-aux-Dames regroupe différentes associations qui se consacrent à des sports aussi divers que le basket-ball, le cyclotourisme, la danse, la lutte, le football, la pétanque, le tennis ou le tennis de table.
Chaque année depuis 1995, La Ville-aux-Dames organise et accueille la course à pied Courir Santé, sur des parcours de 2,5  et   10 km. En 2015, l'événement a réuni environ 1 200 amateurs.

### Médias et télécommunications
Le quotidien régional La Nouvelle République du Centre-Ouest consacre quelques pages de son édition Indre-et-Loire à l’actualité du canton de Montlouis-sur-Loire.
Parmi les chaînes de télévision de télévision numérique terrestre (TNT) accessibles à tous les habitants de La Ville-aux-Dames, France 3 Centre-Val de Loire et TV Tours Val de Loire relaient, entre autres, les informations locales.
La fibre optique a été installée dans la commune à  partir de la fin 2015.

### Culte catholique
Le territoire de la commune forme la paroisse Notre-Dame des Varennes, qui dépend du doyenné de Tours-Centre, lui-même partie de l'archidiocèse de Tours, au même titre que cinq autres doyennés. En 2015, un office est célébré dans l'église de la commune chaque samedi à 18h30.

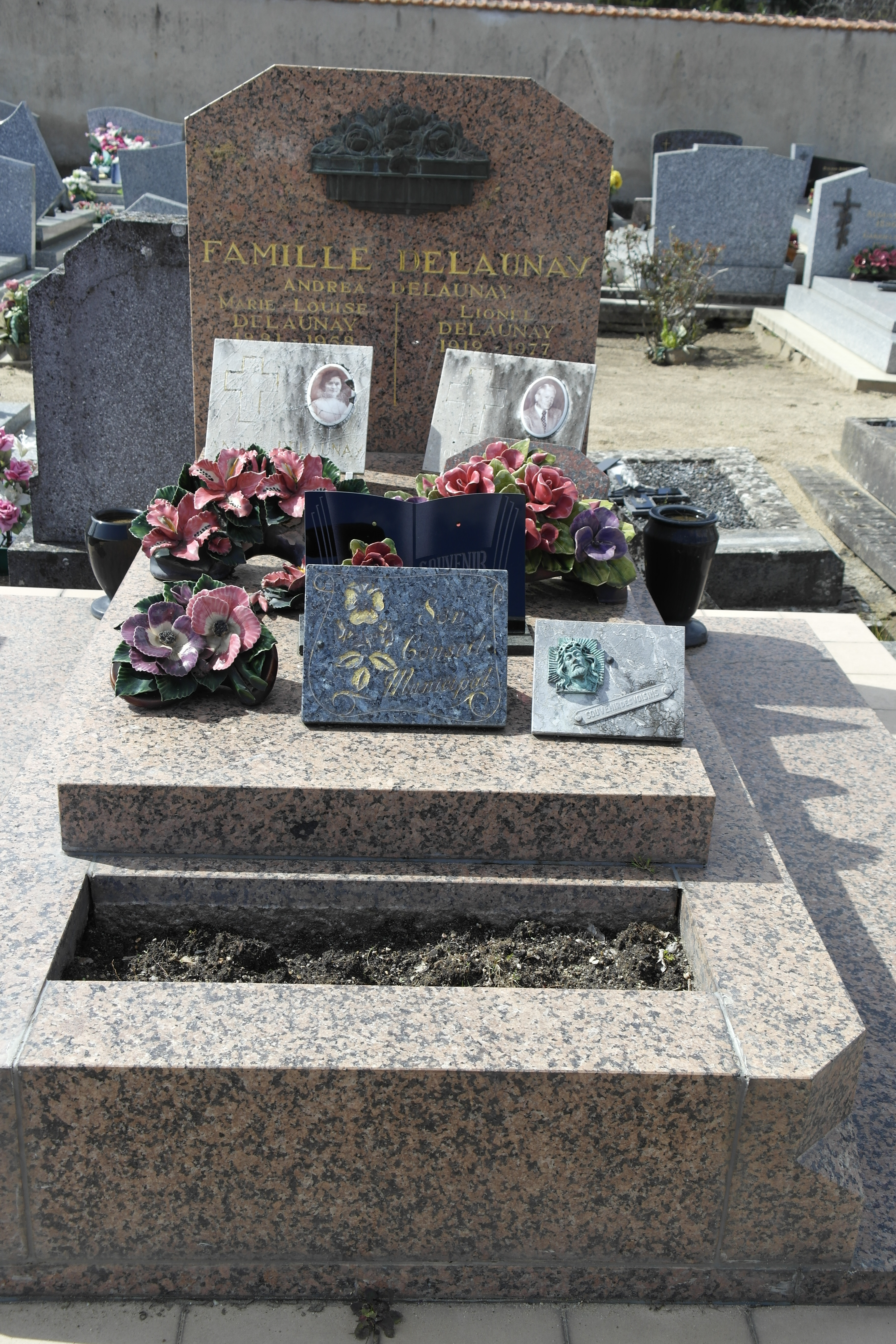
Tombe de l'ancien maire Lionel Delaunay et de sa famille, au vieux cimetière (2016).

Monseigneur Bernard-Nicolas Aubertin est à la tête de l'archidiocèse de Tours depuis 2005.

### Cimetières
La commune de La Ville-aux-Dames possède deux lieux de sépulture : l'ancien cimetière (situé avenue Jeanne-d'Arc) et le Jardin-du-Repos (situé rue Madeleine-Renaud).
L'ancien cimetière abrite le monument aux morts de la commune. On y trouve également les tombes de plusieurs personnalités ayant donné leur nom à des rues ou des infrastructures de La Ville-aux-Dames, comme l'abbé Jérôme Besnard, l'ancien maire Lionel Delaunay ou le musicien amateur Louis Renard.

## Économie

### Revenus et fiscalité
En 2015, le revenu fiscal médian par ménage est de 35 591 €, alors que la moyenne départementale s'établit à 32 011 € et que celle de la France métropolitaine est de 32 409 €.
Volontiers taxée de bourgeoise, La Ville-aux-Dames fait partie, en 2012, du groupe des 10 communes d'Indre-et-Loire ayant les taxes d'habitation les plus élevées.

### Emploi
Les deux tableaux ci-dessous présentent les chiffres-clés de l'emploi à La Ville-aux-Dames et leur évolution de 2007 à 2012 :
|                               | La Ville-aux-Dames 2007 | La Ville-aux-Dames 2012 | Évolution |
| ----------------------------- | ----------------------- | ----------------------- | --------- |
| Population de 15 à 64 ans     | 3 177                   | 3 207                   | + 5,27 %  |
| Actifs (en %)                 | 68,1                    | 71,8                    | + 5,15 %  |
| dont :                        |                         |                         |           |
| Actifs ayant un emploi (en %) | 62,9                    | 66,4                    | + 5,27 %  |
| Chômeurs (en %)               | 5,2                     | 5,4                     | + 3,7 %   |

|                                      | La Ville-aux-Dames 2007 | La Ville-aux-Dames 2012 | Évolution |
| ------------------------------------ | ----------------------- | ----------------------- | --------- |
| Nombre d'emplois dans la zone        | 1 568                   | 1 777                   | + 11,76 % |
| Indicateur de concentration d'emploi | 78,2                    | 83,0                    | + 5,78 %  |

En six ans, la population active de La Ville-aux-Dames a légèrement augmenté et le taux d'emploi de cette population active a fait de même, alors que le taux de chômage, selon la définition de l'Insee, est resté stable. Le niveau de l'indicateur de concentration d'emploi est élevé : environ huit emplois sont proposés dans la commune pour dix actifs.

### Tissu économique
Le tableau ci-dessous détaille le nombre d'entreprises implantées à La Ville-aux-Dames selon leur secteur d'activité et le nombre de leurs salariés :
|                                                              | Total | %    | 0 salarié | 1 à 9 salariés | 10 à 19 salariés | 20 à 49 salariés | 50 salariés ou plus |
| ------------------------------------------------------------ | ----- | ---- | --------- | -------------- | ---------------- | ---------------- | ------------------- |
| Ensemble                                                     | 327   | 100  | 206       | 86             | 13               | 17               | 5                   |
| Agriculture, sylviculture et pêche                           | 8     | 2,4  | 7         | 1              | 0                | 0                | 0                   |
| Industrie                                                    | 20    | 6,1  | 7         | 9              | 3                | 0                | 1                   |
| Construction                                                 | 63    | 19,3 | 39        | 16             | 3                | 5                | 0                   |
| Commerce, transports, services divers                        | 198   | 60,6 | 121       | 58             | 5                | 10               | 4                   |
| dont commerce et réparation automobile                       | 61    | 18,7 | 26        | 27             | 3                | 2                | 3                   |
| Administration publique, enseignement, santé, action sociale | 38    | 11,6 | 32        | 2              | 2                | 2                | 0                   |
| Champ : ensemble des activités.                              |       |      |           |                |                  |                  |                     |

#### Agriculture
|                                            | 1988 | 2000  | 2010  |
| ------------------------------------------ | ---- | ----- | ----- |
| Nombre d’exploitations                     | 25   | 15    | 12    |
| Équivalent Unité de travail annuel         | 41   | 24    | 14    |
| Surface Agricole Utile (SAU) (ha)          | 530  | 473   | 321   |
| Cheptel (nombre de têtes)                  | 8    | 1     | 0     |
| Terres labourables (ha)                    | 484  | 448   | 309   |
| Superficie moyenne d’une exploitation (ha) | 21,2 | 31,53 | 26,75 |

Les résultats du recensement général de l'agriculture réalisé en 2010 (RGA 2010) montrent que La Ville-aux-Dames voit le nombre de ses exploitations agricoles divisé par deux entre 1988 et 2010 (il en reste 12 à cette date). Dans le même temps, la taille moyenne des exploitations augmente légèrement tandis que la surface agricole utilisée régresse fortement, passant de 530 à 321 hectares.
Polyculture et élevage bovin (encore 25 vaches en 1984, plus qu'une seule en 2000) disparaissent progressivement au profit de l'horticulture et de la floriculture. L'élevage caprin devient quant à lui si anecdotique que La Nouvelle République consacre un article aux onze dernières chèvres de la commune et à leur propriétaire en 2012.
Les données montrent finalement que, avec 14 équivalents de travail annuel (comprenant le chef d'exploitation), l'agriculture n'est plus un domaine d'activité pourvoyeur d'emplois dans la commune.

#### Industries et commerces
La Ville-aux-Dames possède trois zones d'activité importantes (Les Fougerolles, Le Bois-de-Plantes et Le Champmeslé) qui concentrent l'essentiel de l'emploi secondaire et tertiaire.
En 2013, l'industrie emploie 365 personnes dans la commune. Parmi celles-ci, 283 travaillent dans une seule société, Faiveley Transport.
Le secteur du commerce emploie lui aussi de nombreux Gynépolitains. La zone d'activité Les Fougerolles abrite en effet plusieurs enseignes de la grande distribution (E.Leclerc, Bricomarché, Baobab, etc.) tandis que le Bourg et le Grand-Village accueillent différents petits commerces (boulangeries, bureaux de tabac, salons de coiffure, fleuriste, etc.).

#### Restauration et tourisme
En 2016, la commune de La Ville-aux-Dames possède différents types de restaurants : brasseries, restauration traditionnelle ou ethnique, pizzeria et restauration rapide.
L'offre hôtelière de La Ville-aux-Dames est encore relativement réduite. La commune possède un camping 3 étoiles d'une capacité de 88 emplacements et 20 mobil-homes,. Elle accueille également un petit hôtel-restaurant d'une capacité de 5 chambres, quelques chambres d'hôtes et un meublé de tourisme.
Un hôtel 4 étoiles d'une capacité de 105 chambres et doté d'une salle de séminaires de 600 m2, d'un restaurant de 250 m2 et d'une piscine couverte devrait ouvrir dans la commune courant 2017. Il devrait être accompagné d'une résidence de tourisme comportant 103 appartements 1 étoile.

## Culture locale et patrimoine

### Lieux et monuments

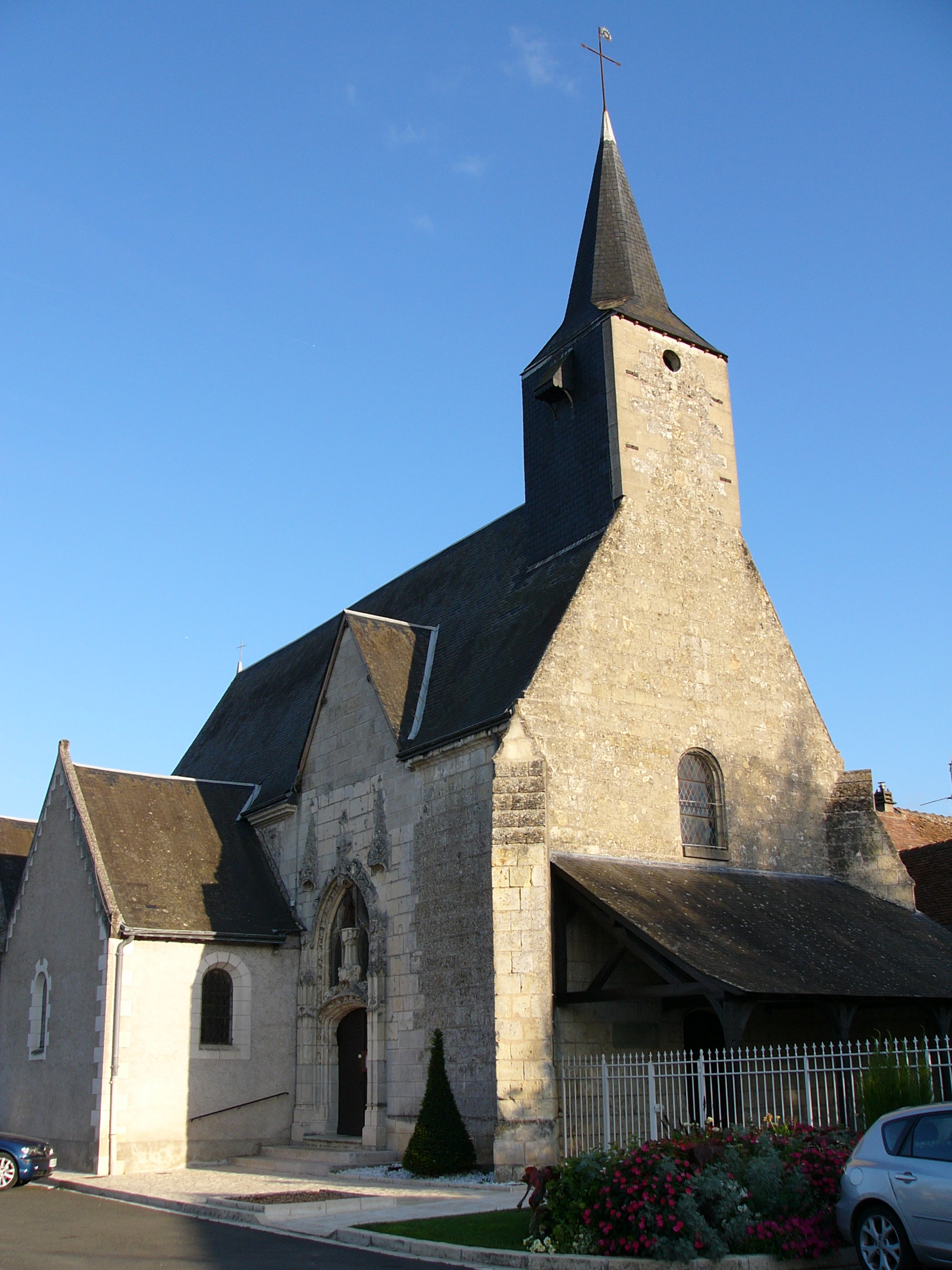
Vue de l'église Notre-Dame de La Ville-aux-Dames.

#### Patrimoine religieux
L'église paroissiale Notre-Dame (place du 11-novembre) est construite au XVe siècle, sur les vestiges d'une ancienne chapelle datant du XIe siècle, dont elle conserve encore quelques éléments romans (dans la partie inférieure de l'abside et son prolongement ouest). Du XVe siècle, l'église possède, sur sa façade, une porte en anse de panier protégée par un porche en charpente et une fenêtre en plein cintre. Elle garde également, au nord, une seconde porte en anse de panier dotée de pilastres creusés de niches, avec une statue de la Vierge (en bois, jusqu'au XIXe siècle). En 1731, la nef de l'église est reliée par deux arcades en plein cintre à une chapelle assez maladroitement restaurée. Pendant la Seconde Guerre mondiale, la décoration intérieure de l'église disparaît presque totalement, mais l'édifice conserve cependant un retable du XVIIe siècle, une statue de Sainte Jeanne de Valois et une Vierge costumée en Marie de Médicis (avec un grand manteau et une couronne royale). En 1947, l'édifice est inscrit à l'Inventaire, ce qui donne lieu à une campagne de restauration. D'autres travaux de rénovation sont entrepris à partir de 1981,,.
L'ancienne chapelle du Grand-Village (rue Marie-Madeleine-Dienesch), restaurée en 2013-2014, abrite aujourd'hui la salle Louis-Renard,.
La chapelle Notre-Dame de Prompt-Secours (rue Madame) date de 1846. Elle remplace un ancien lieu de culte détruit lors de l'arrivée du chemin de fer dans la commune.

#### Patrimoine civil
Le logis de Bois-Neuf (rue Anne-de-Bretagne) est une ancienne métairie du XVIe siècle comme en témoigne l'inscription « 1593 » gravée sur un de ses murs. D'abord connue sous les noms de La Claveurerie (1411), Claverie (1511) et Claverie alias Boisneuf (1650), le logis a appartenu à la cathédrale de Tours jusqu'à la Révolution française.
La ferme de La Carrée (au 17, rue Jeanne-Hachette) conserve un pigeonnier cylindrique du XVIIIe siècle fort de 1 495 boulins. Elle possédait auparavant un moulin alimenté par deux puits artésiens.
Deux fermes situées aux Vallées (rue Louise-Michel) conservent des granges à foin datant des XVIe et XVIIe siècles.
Une sculpture représentant Maria Callas (rue Madeleine-Renaud) se trouve à l'entrée de la salle Maria-Callas. Elle a été réalisée par l'artiste tourangeau Michel Audiard.
Une peinture murale à vocation publicitaire (avenue George-Sand), qui représente des cow-boys pour la marque de jeans Arie's, est unique en son genre en Touraine ;
Une stèle élevée en 1867 à la mémoire du lancier Paul Duvelle, mort durant les inondations de 1866, se trouve sur la levée de la Loire, à l'endroit où son corps a été retrouvé,.

### Personnalités liées à la commune
- Hildegarde (Xe siècle), supérieure de l'abbaye de Saint-Loup et suzeraine de La Ville-aux-Dames[59] ;
- Jean Cartier (1723-1810), curé de La Ville-aux-Dames (1754-1789) et député du clergé aux États généraux de 1789[66] ;
- Paul Duvelle (1845-1866), soldat mort durant les inondations de 1866[188] ;
- Louis Renard (1864-1956), fondateur de l'harmonie municipale[189] ;
- Jérôme Besnard (1900-1968), prêtre de la commune (1943-1968) et résistant membre du réseau Marco-Polo durant la Seconde Guerre mondiale[71],[190] ;
- Dominique Leclerc (1944), pharmacien et sénateur-maire de la commune[191].
- Bernard Boisselier, taxidermiste qui, en 1976-1977, assura la restauration de la dépouille de Fritz l'éléphant, exposée au musée des beaux-arts de Tours[192].

### Patrimoine gastronomique
Le domaine de L'Ouche-Gaillard, situé à cheval sur La Ville-aux-Dames et Montlouis-sur-Loire, produit des vins issus de l'agriculture biologique appartenant aux AOC Montlouis-sur-Loire et Touraine.

### Patrimoine naturel

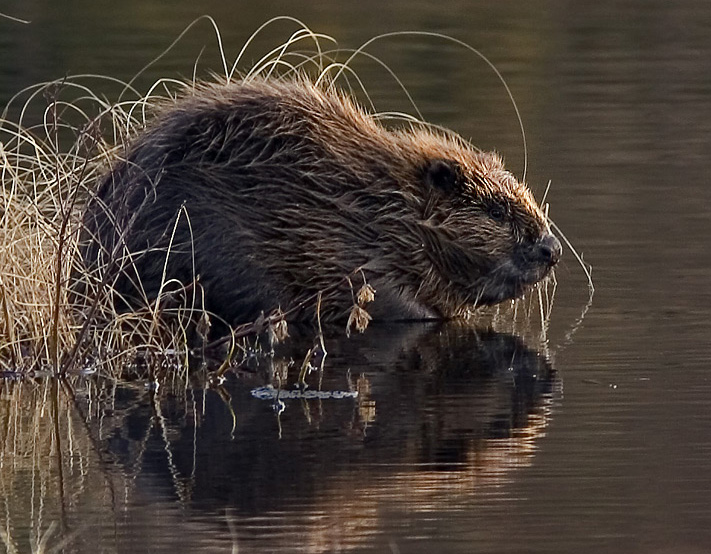
Le castor est l'une des espèces de mammifères présentes dans la commune.

#### Une commune insérée dans des espaces classés
Depuis l'an 2000, une portion du Val de Loire à laquelle appartient La Ville-aux-Dames est inscrite sur la liste du patrimoine mondial de l'humanité de l'UNESCO. D'après l'organisation mondiale, « le Val de Loire est un paysage culturel exceptionnel [situé] le long d’un grand fleuve. Il porte témoignage sur un échange d'influences de valeurs humaines et sur le développement harmonieux d'interactions entre les hommes et leur environnement sur deux mille ans d’histoire ».
Le territoire communal s'inscrit par ailleurs dans deux autres espaces classés : la Loire tourangelle (ZNIEFF) et la vallée de la Loire d'Indre-et-Loire (site Natura 2000).

#### Un espace naturel sensible: l'île de la Métairie
L'île de la Métairie ou île de Rochecorbon (aujourd'hui rattachée à la rive sud de la Loire) est un espace naturel sensible qui s'étend sur deux kilomètres, au nord de La Ville-aux-Dames. Propriété du conseil général depuis 1983, elle mêle forêts, haies, prairies et grèves de sable. Elle abrite quantité d'oiseaux (sternes naines, sternes pierregarins, gravelots, mouettes rieuses, goélands, pipits des arbres, pipits farlouses, tariers pâtres, pouillots et plusieurs espèces de mésanges, de pics et de loriots) ainsi que de nombreux mammifères, parmi lesquels le castor.
De multiples sentiers sillonnent l'île de la Métairie, qui reçoit en moyenne 22 000 véhicules par an. Des jeux pour enfants y ont été installés et des ateliers nature y sont organisés l'été. Enfin, l'île est fréquentée par de nombreux cyclistes dans le cadre de la Loire à vélo.

Quelques oiseaux présents sur l'île de la Métairie.
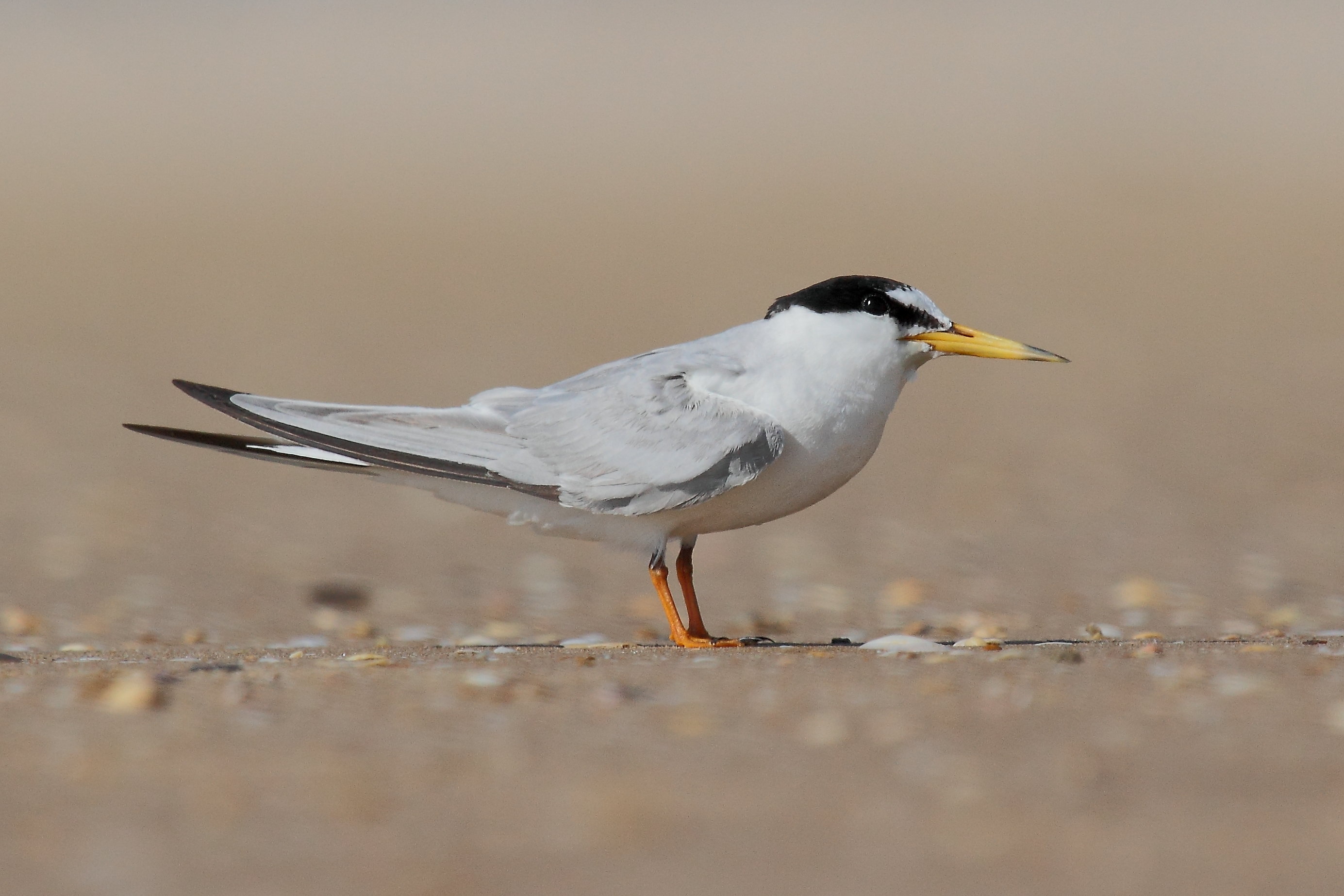
Sterne naine.
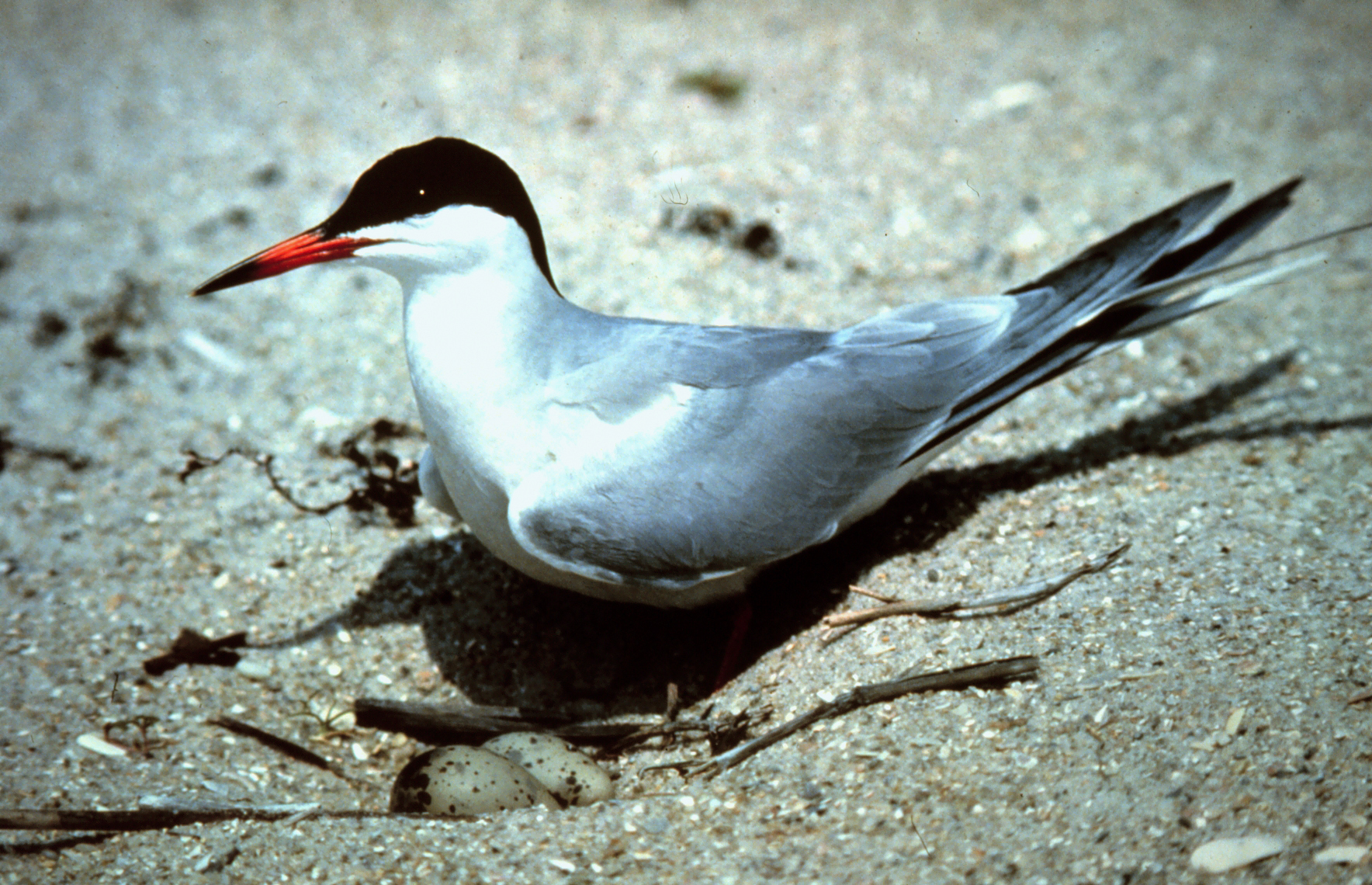
Sterne pierregarin.
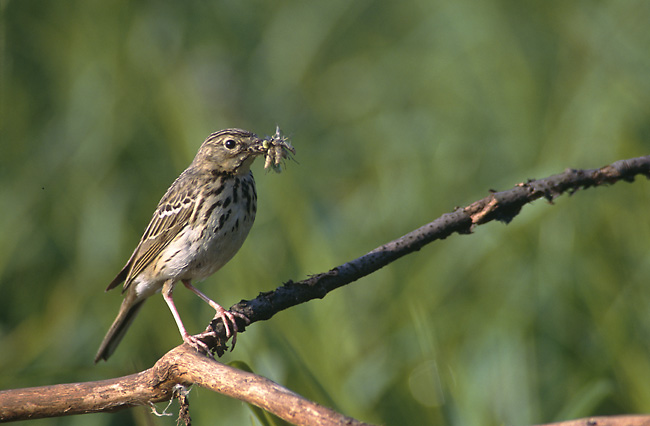
Pipit des arbres.
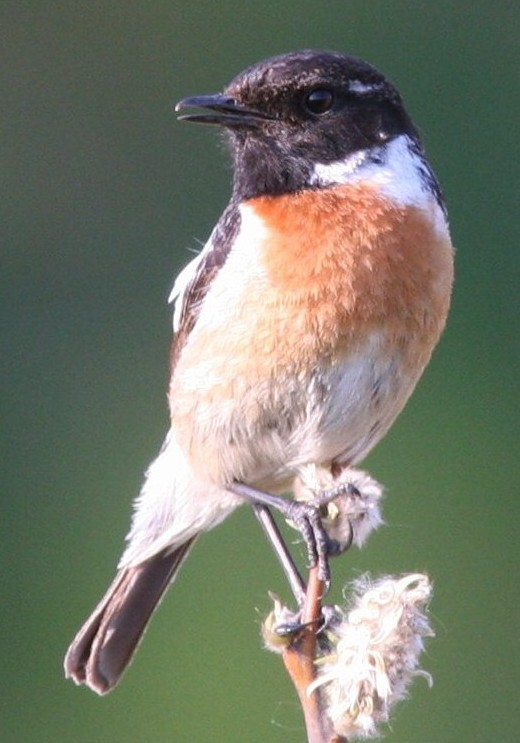
Tarier pâtre.
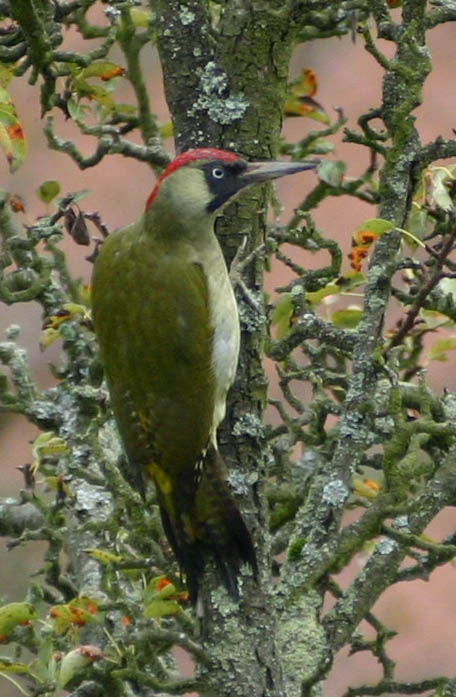
Pic vert.
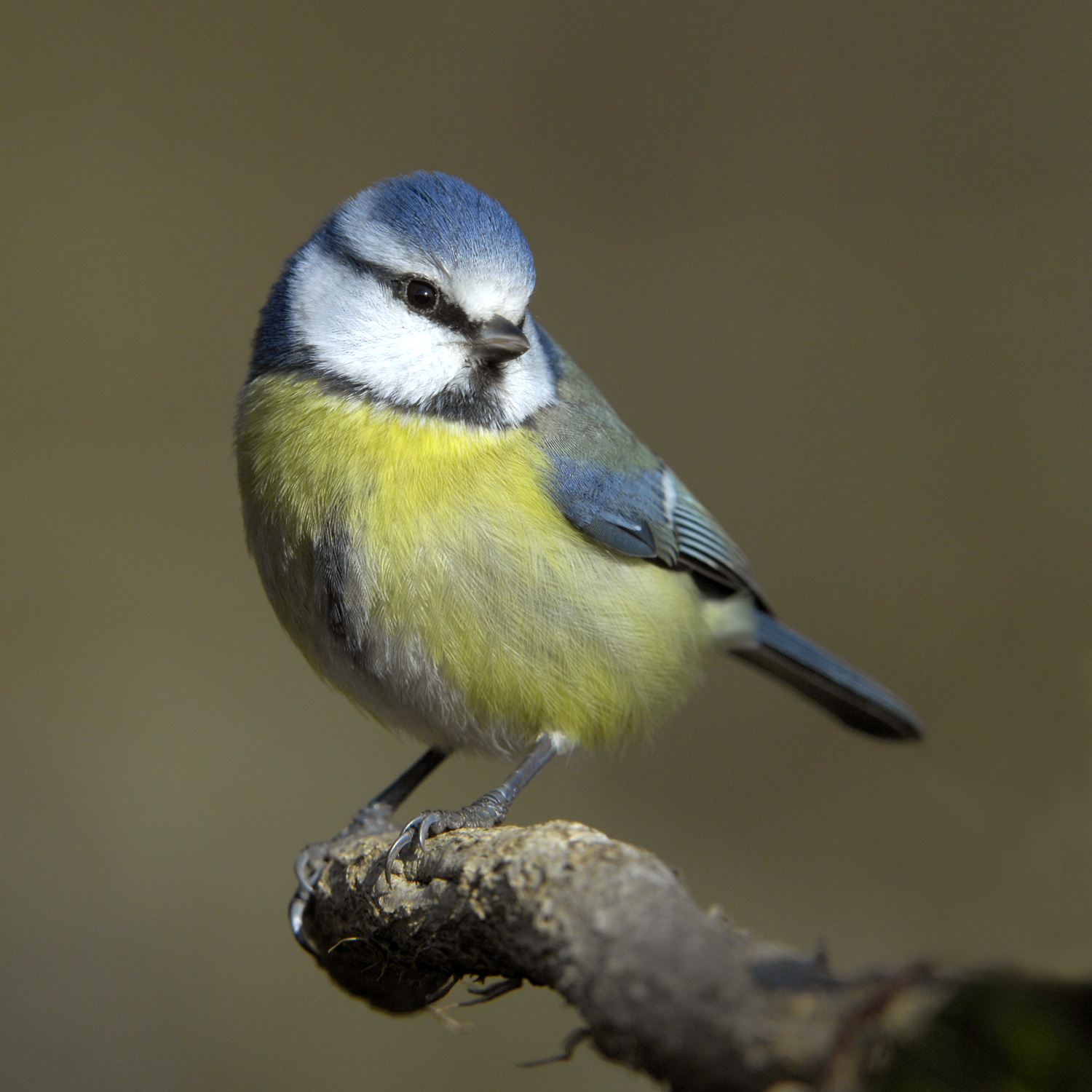
Mésange bleue.

### Évocations littéraires
Plusieurs auteurs tourangeaux mettent en scène des cités nommées La Ville-aux-Dames dans leurs œuvres. C'est le cas d'Honoré de Balzac, qui évoque des communes portant ce nom dans « Le Ieusne de Françoys Premier » (Les Cent Contes drolatiques, 1832-1837) et dans Les Martyrs ignorés (1836-1837). C'est également le cas de René Boylesve, qui baptise La Ville-aux-Dames l'ancienne commune de Balesmes dans ses romans La Becquée (1901) et L'Enfant à la balustrade (1903).
André Delabarre cite quant à lui la véritable commune dans Du sang sur les roses (1998) et Jean-Pierre Simon fait de même dans Belligeria (2009).
Un livret intitulé Un lancier de 20 ans, mort au champ d'honneur (1866), écrit en mémoire du jeune Paul Duvelle, noyé lors de la rupture de la levée de la Loire à Conneuil, évoque également la commune.

### Fête patronale
La fête patronale se déroule le 15 mai. Elle a longtemps été l'occasion d'une foire aux asperges.
Par le passé, la fête patronale donnait lieu à une procession en direction de la chapelle Notre-Dame de Prompt-Secours, dont la croyance voulait qu'elle protège des inondations.

### Héraldique
| Blason de La Ville-aux-Dames | Les armes de La Ville-aux-Dames se blasonnent ainsi : D'azur au cœur enflammé de gueules*, sommé d'une croisette au pied fiché d'or, le dit-cœur chargé des initiales D.U.C. entrelacées d'argent. * Il y a là non-respect de la règle de contrariété des couleurs : ces armes sont fautives (Gueules/Azur). Différences entre dessin et blasonnement : le pied de la croisette est dit "fiché" contrairement au dessin. |

### Décoration
Le 11 novembre 1948, la commune reçoit la Croix de guerre 1939-1945 avec une étoile de vermeil.